# M+

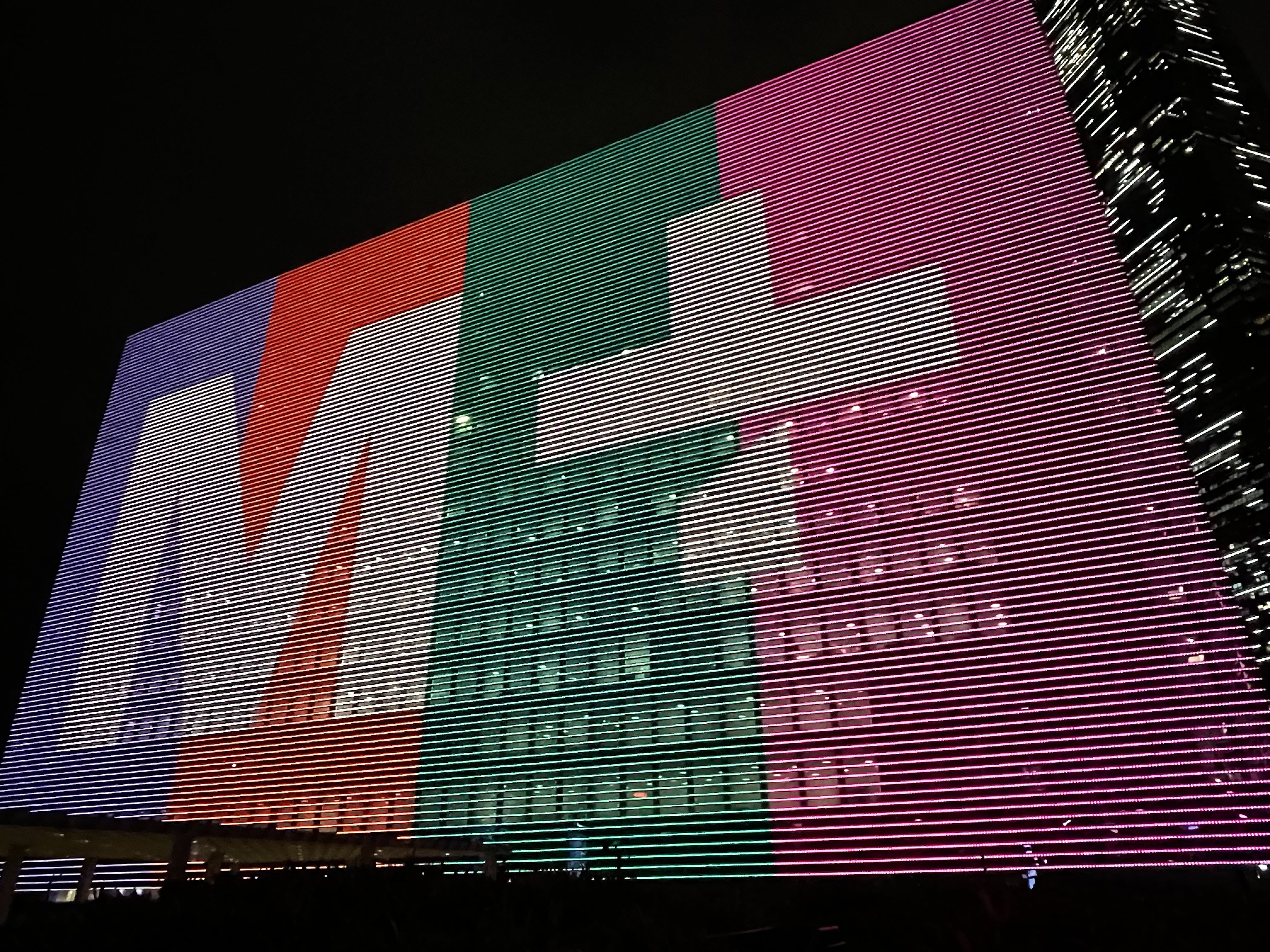
博物館面向維港幕牆的 LED 顯示系統

M+（讀作「M加」；英文讀作「M Plus」）是香港一所視覺文化博物館，位於九龍西九文化區，樓面總面積達125,000平方米，於2015年1月29日動工，耗資49億港元，首階段工程於2020年第二季竣工，而博物館已於2021年11月11日開幕，會繼續次階段工程。M+重點展出20世紀至21世紀的藝術、設計與建築和影像，為世界上最具規模的視覺藝術博物館之一。2010年至2016年1月行政總監為李立偉博士。李立偉於2016年1月約滿離任後，由澳洲新南威爾士州美術館副總監華安雅（Suhanya Raffel）出任。而M+是香港嶄新的視覺文化博物館，收藏及展示20及21世紀來自本港、內地、亞洲以至全世界的視覺藝術、設計與建築及流動影像，而於西九公園內的M+展亭曾在博物館大樓落成前為M+提供展覽場地。M+是全球最大的現代與當代視覺文化博物館之一。M+原預計於2020/2021年開幕。不過受到承建商財困，和新型肺炎疫情影響，延遲到2021年11月12日開放予公眾參觀。M+博物館於2022年起11月12日起開始收費，大部分展廳都需要購票入場。
M+大樓的外觀設計簡約，內部格局安排卻極之複雜，充分運用空間使設施發揮最大功能。博物館有多個出入口，橫向板樓內有17,000平方米的展覽空間、三間影院、演講廳、學習中心、博物館商店、表演空間、咖啡室、媒體中心，以及可以飽覽維港及對岸景色的天台花園。橫向板樓之上聳立著豎向板樓，設有圖書館、資料庫、學習中心、會員設施、博物館辦公室和餐廳等，其LED外牆更可用作展出藝術家的流動影像作品。
M+大樓坐落在機場鐵路西區沉管隧道之上，地底沿著鐵路隧道的輪廓挖掘而成為大型而寬敞的潛空間，建築師以斜型的天井打通地下樓層和地面，為訪客提供了一個跨越三個樓層的開放區域，並讓其可以從不同視點觀看展示的作品。

## 使命
M+博物館小組於2005年提議M+的使命為：「M+的使命是從香港的角度出發，配合宏觀及具國際性的視野，專注於收藏與展示20及21世紀的視覺文化。M+將採取開放的態度，靈活多變、高曕遠矚、旨在引發、教導和吸引市民、鼓勵對話、促進創意、携手探索視覺文化的多元性。」

## 定位
M+重點在於20和21世紀的視覺文化範圍包括藝術、建築、設計和影像作品。
西九文化區Museum Plus（M+）的意思，是它在功能和視野上比傳統的博物館還要多。構思M+時當中涉及的一些建議，呼應著二十一世紀博物館的發展趨勢。

### M+四大主題

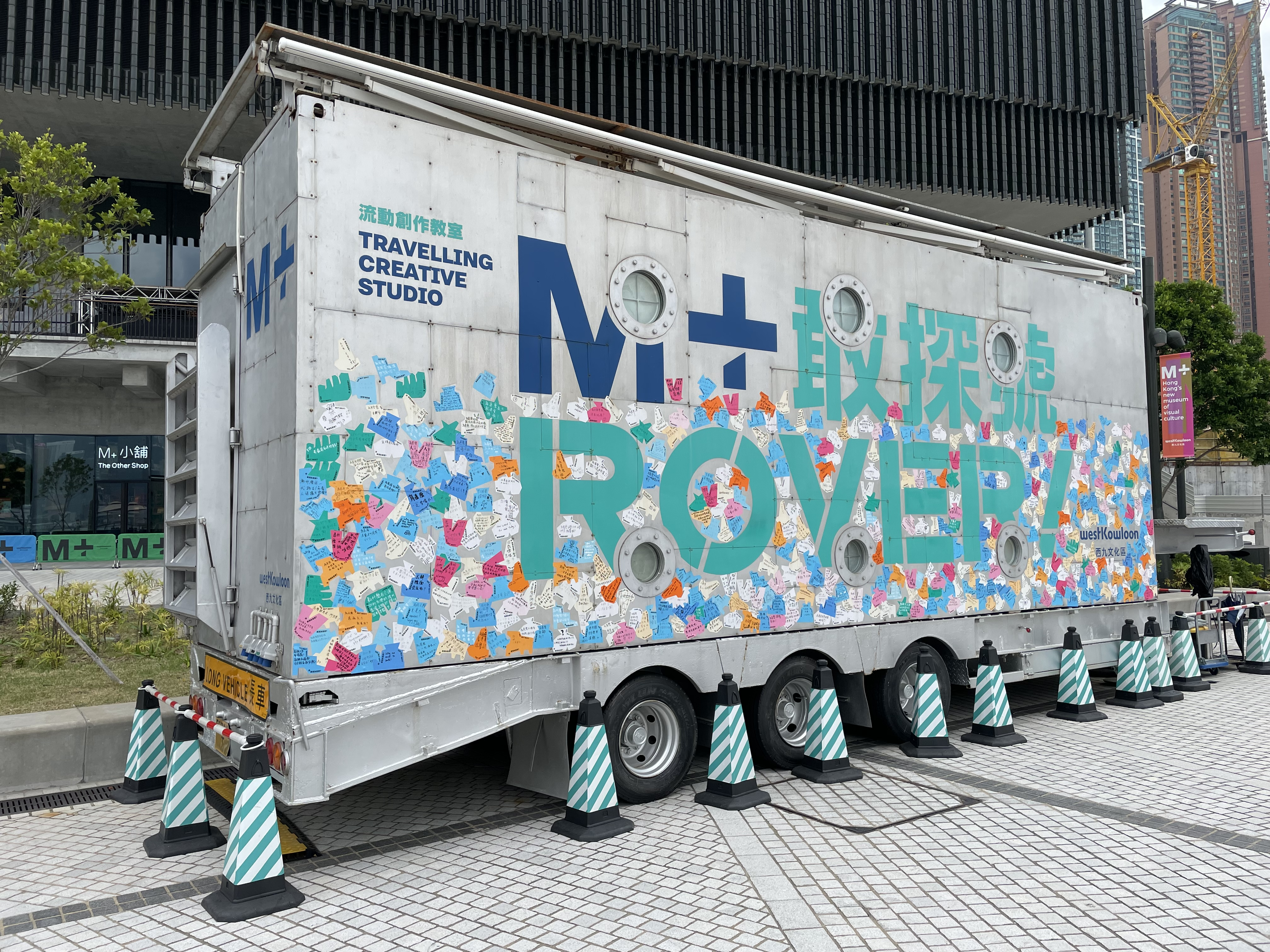
「M+敢探號」特製拖車

M+是嶄新的博物館，致力於收藏、展示與詮釋二十及二十一世紀的視覺藝術、設計及建築、流動影像，以及香港視覺文化。以香港中西薈萃的歷史特色為基礎，從身處的斯時此地出發。
- 視覺藝術
  - 例如：現代水墨、繪畫、攝影、雕塑、裝置藝術、行為藝術、參與式藝術
- 設計及建築
  - 例如：平面設計、產品設計、建築設計
- 流動影像
  - 例如：大眾電影、實驗影片、動畫、影像裝置
- 香港視覺文化
  - 據M+ 收藏政策所指 [8]，在亞洲和香港，不同專業和領域之間均有協作與跨界的文化交融，造就設計及建築、流動影像、視覺藝術等跨領域的創作方向，並成為常態。因此香港視覺文化被列為第四個重點領域，以呈現流行文化、通俗物質文化、印刷文化和傳媒文化等在香港的深厚根基，其中包括設計及建築、流動影像和視覺藝術等領域互相重疊的成果。M+認為香港視覺文化是在地理和主題上很獨特的領域，與博物館的所在地點相關，其功能是加深與這個地方的聯繫；並且與前述三個領域互為經緯，貫穿這三者並將它們維繫在一起。

### M+收藏策略
M+的收藏策略會根據三大範疇：
- 時期

M+對於「時期」的界定，會考慮作品的性質、領域及展示方式而靈活處理。對於年代順序的討論，是因應和着眼於視覺文化的新趨勢和現有研究，以求反映定位和工作之混雜及當代特質。
- 地域

M+藏品以香港視覺文化為其核心，涵蓋二十至二十一世紀的重要作品，包含前輩及新進藝術家的作品，反映文化生產的歷史發展及當代敘事；藏品以香港為出發點，網羅豐富而全面的中國視覺文化作品，再向外延展至亞洲其他地區，以至世界各地。
- 跨領域

當代文化生產經常橫跨或牽涉不同領域，現今不少藝術實踐，都是設計及建築、流動影像、視覺藝術的創意等領域交叉孕育的成果。跨領域實踐是全球趨勢，但在香港以至亞洲地區，協作與跨界合作更見蓬勃，創作更有活力，因而情況更為明顯。
M+認為跨領域實踐的趨勢質疑了藝術範疇之間涇渭分明的界限，而這種分野主要是歐美藝術界構想的產物。每一領域、藝術類型和實踐均有其特殊性和歷史，但也可以以廣泛全面和兼容並蓄的眼光來看待當代視覺文化。

## 行政總監
- 李立偉博士（2010年至2016年1月）
- 華安雅（Suhanya Raffel）（2016年11月-）

## 發展階段

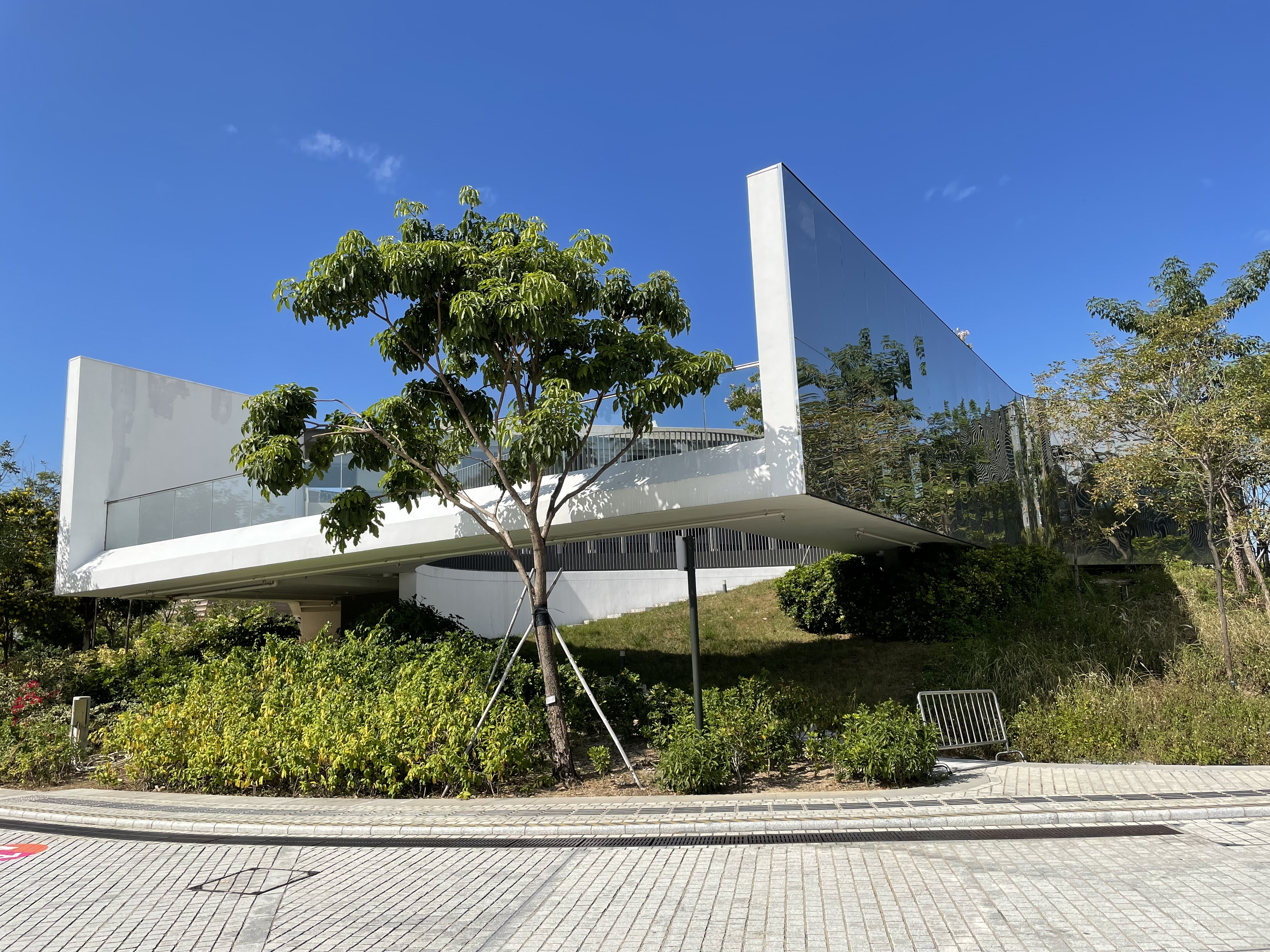
M+展亭在博物館大樓落成前工地旁，由2016年9月至2020年11月作展覽場地

M+的建造分為兩個階段，地盤總面積為37,500平方米。
| 首階段： - 樓面總面積：81,000平方米 - 淨作業樓面總面積：49,000平方米 - 淨展覽總面積：20,000平方米 | 次階段： - 樓面總面積：44.000平方米 - 淨作業樓面總面積：26,000平方米 - 淨展覽總面積：10,000平方米 |

兩階段完成後整體：
- 樓面總面積：125,000平方米
- 淨作業樓面總面積：75,000平方米
- 淨展覽總面積：30,000平方米

## 設施

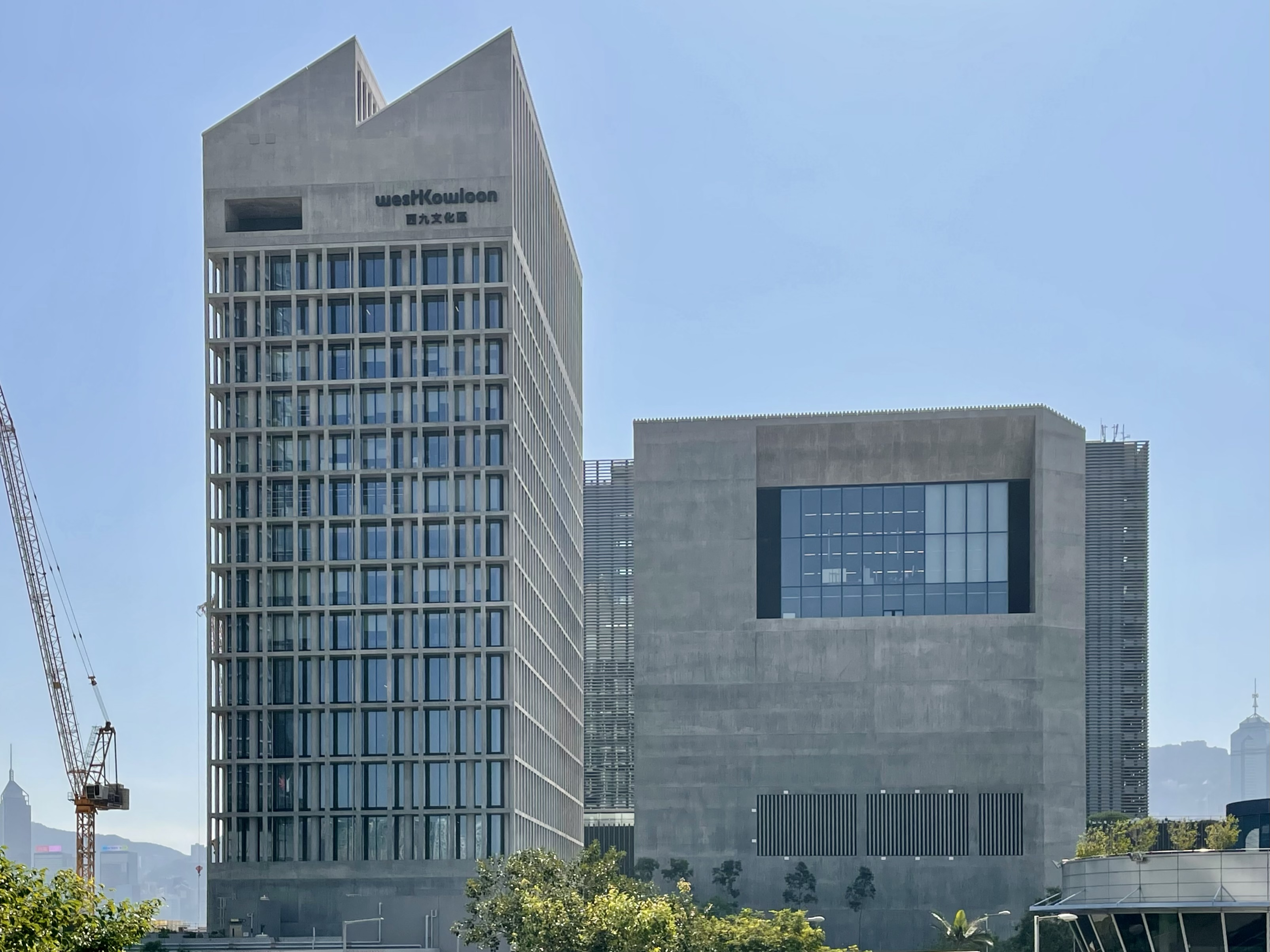
西九文化區管理局大樓及修復保管中心

博物館大樓總面積為65000平方米，當中展覽空間達佔17000平方米，設有33個展廳，主要集中於二樓，包括「希克展廳」及「南展廳」。而大樓正下方為大型展區「潛空間」，建於機場快綫及東涌綫的隧道旁，擺放不同類型的裝置作品。大樓同時設有大小不一的多用途空間，當中包括可以靈活地舉辦各種節目的「大台階」，可欣賞維多利亞港景致的教學空間「學舍」等。館內亦設有3間戲院、多媒體中心、研究中心和商店餐廳等設施。而遊人可利用旋轉樓梯往平台的天台花園，可以飽覽香港島和西九公園景致。

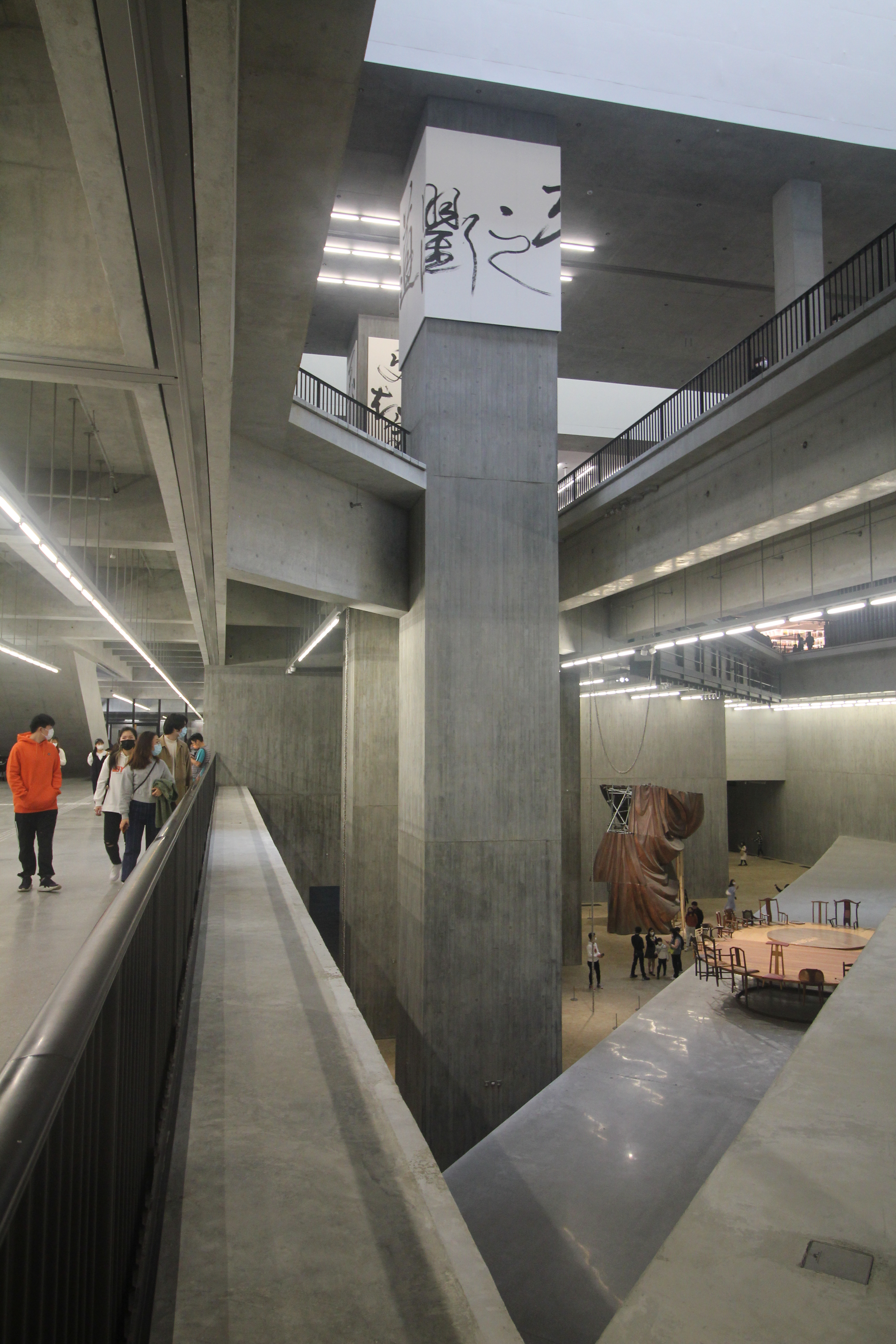
大樓刻意鏤空B2至2樓營造空間感

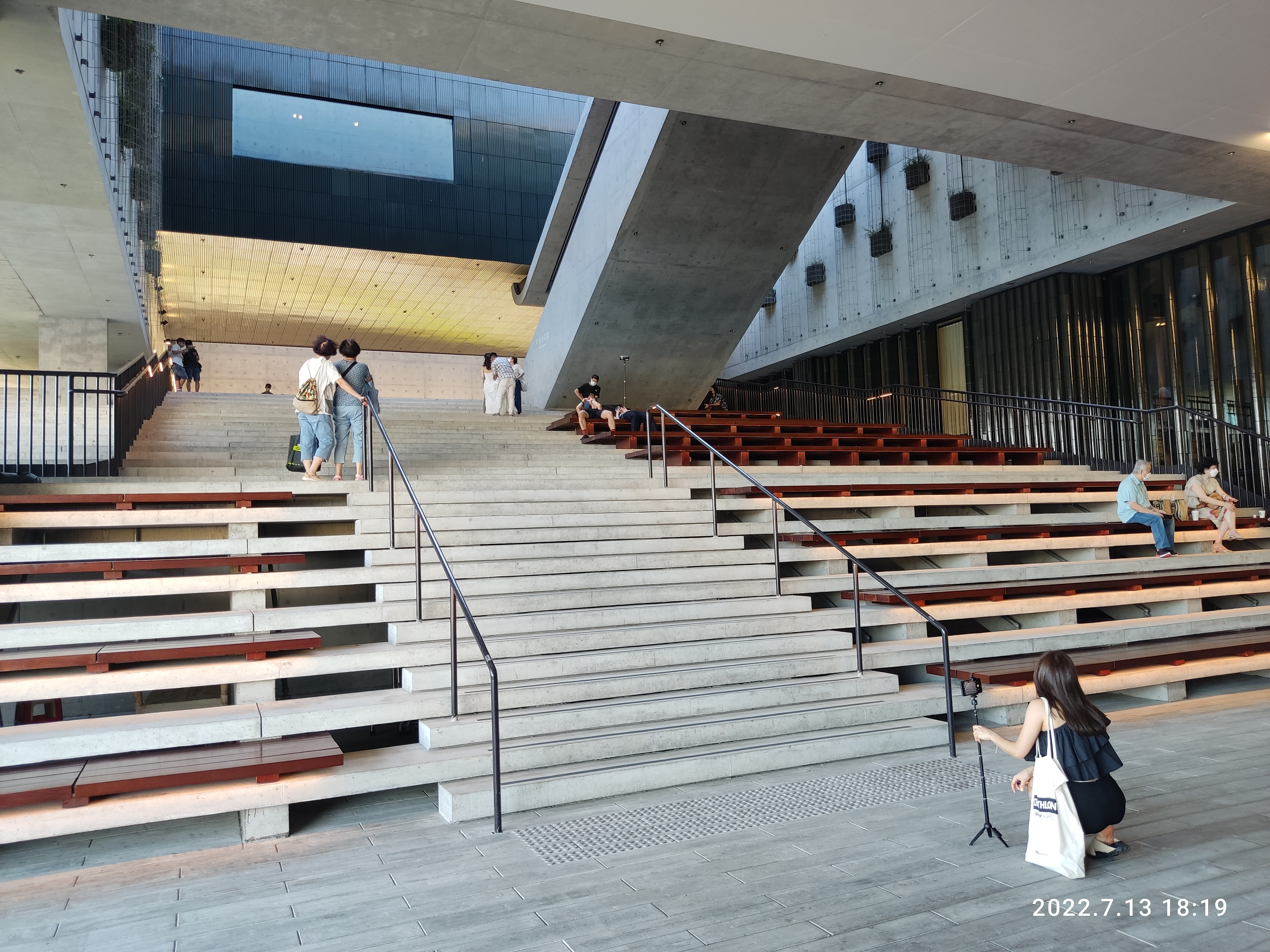
大樓外的樓梯

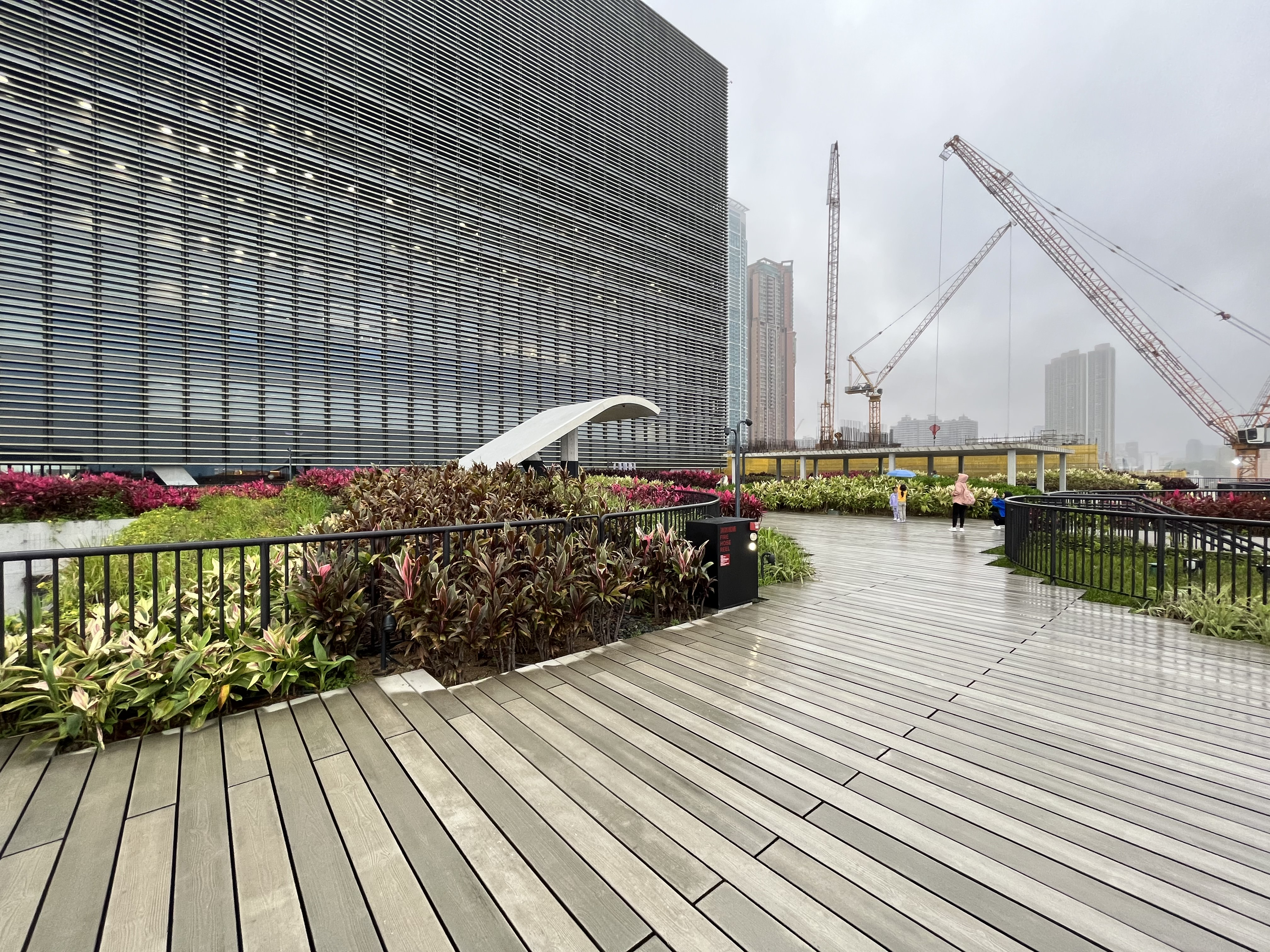
博物館大樓的天台花園

大樓面向維多利亞港方向設65米高、110米LED外牆屏幕，用作播放媒體影像藝術。而後方設保管中心及樓高16層的西九文化區管理局大樓。
而館內空間大量使用清水混凝土設計，而大堂的接待處亦融入不少竹枝元素。項目總監蔡培祥表示，博物館外牆以琉璃瓦為組件，能夠適應耐熱耐濕的天氣和對天氣變化有直接回應。
到2022年4月21日博物館重開後，北天台花園展區亦首次對外開放，該處設置與紐約野口勇博物館合作的遊戲地景，包括三件遊玩雕塑。

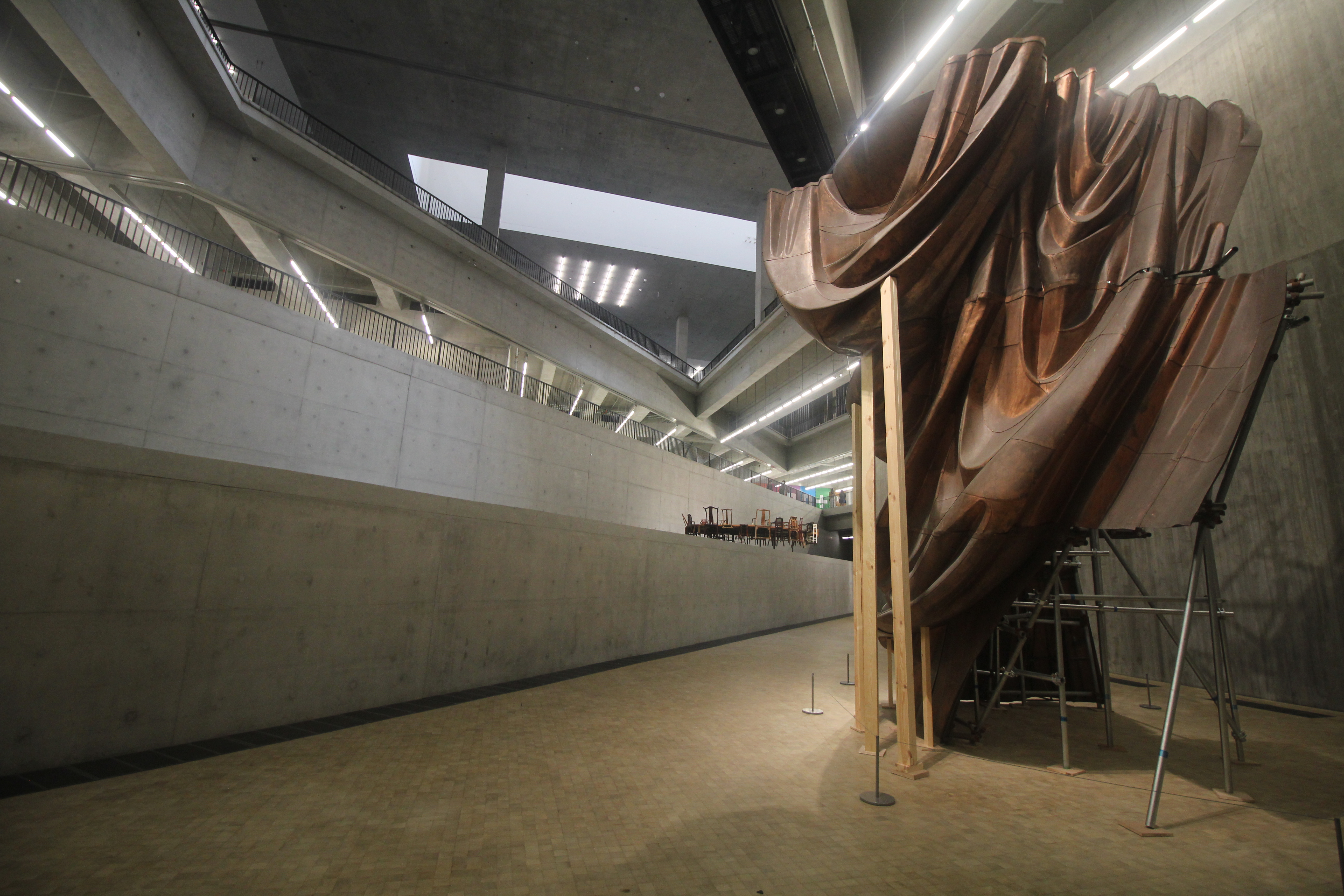
B2層「潛空間」
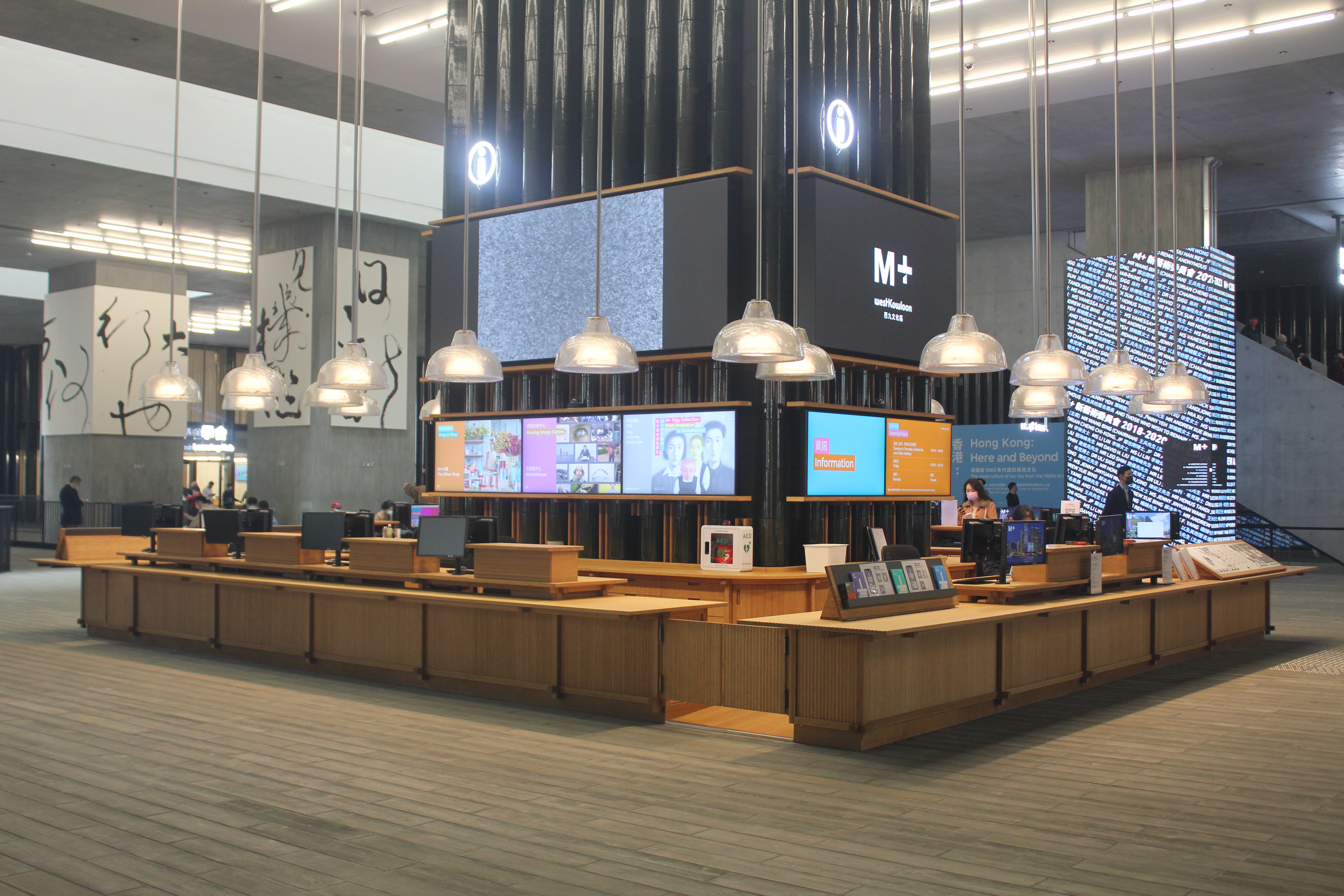
G樓服務櫃檯及「光影銘謝牆」
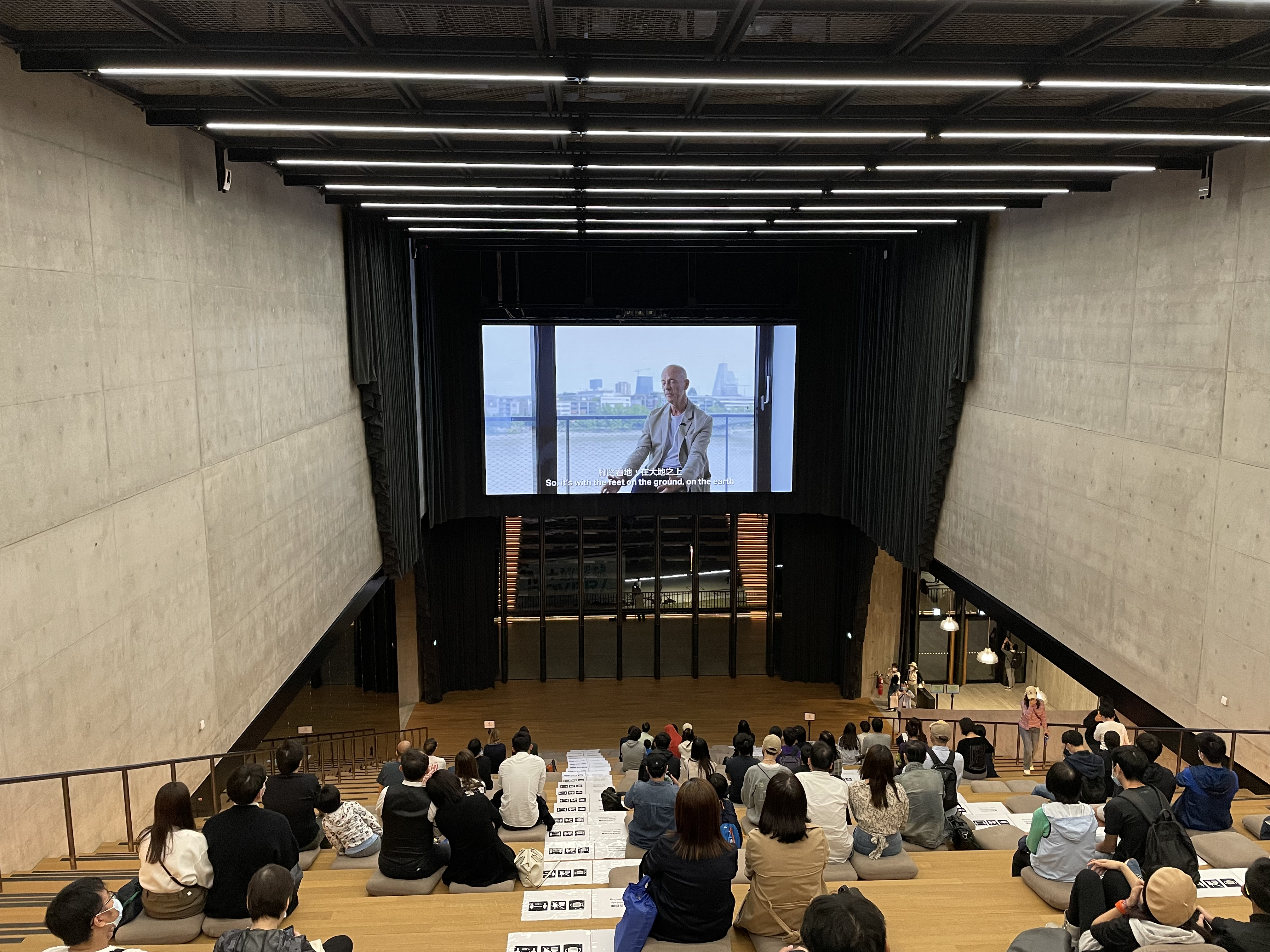
G至2樓的「大台階」
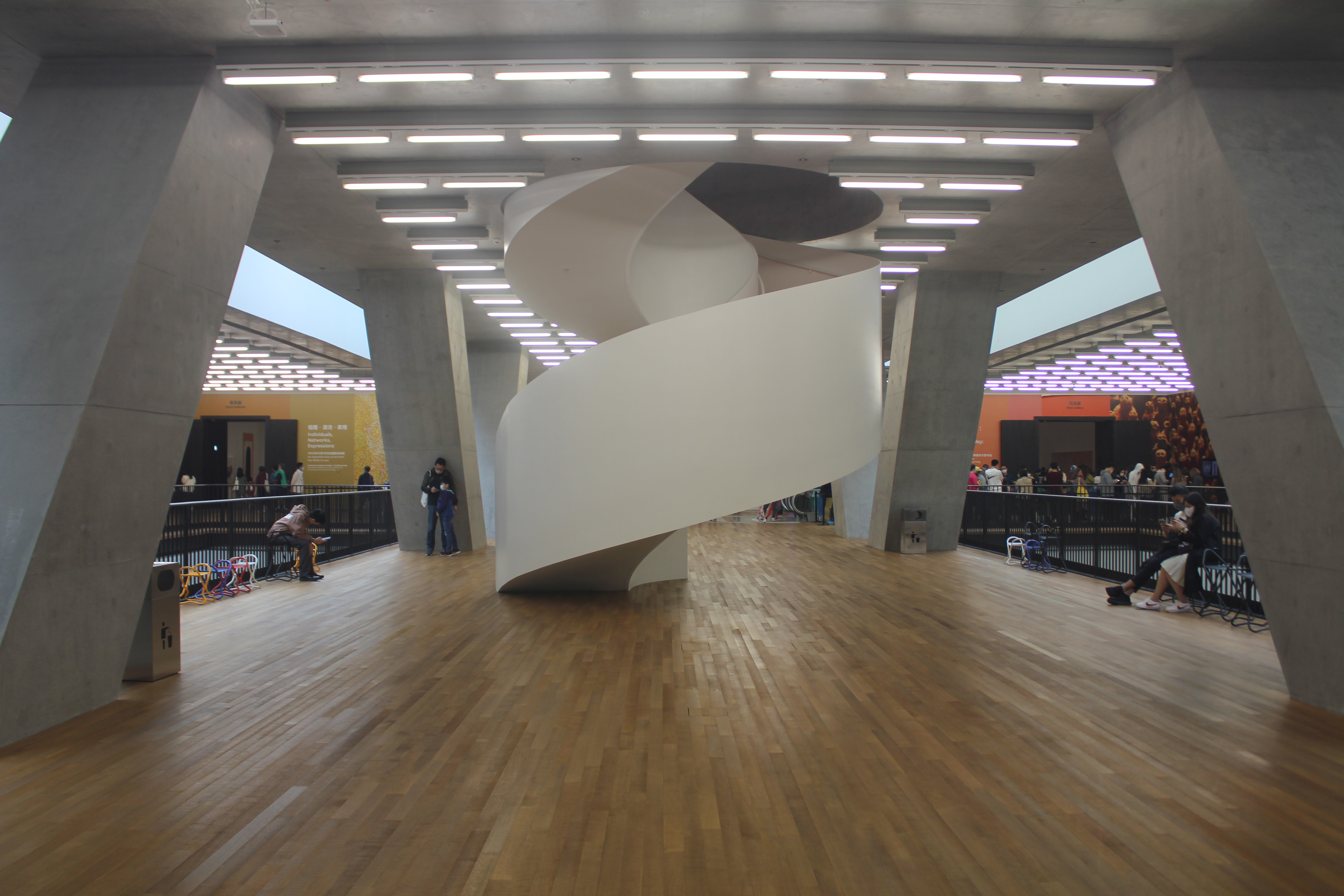
2樓的旋轉樓梯，位於大堂中央，屬 Herzog & de Meuron 建築標誌

### 商店
博物館地庫設「M+小舖」，售賣設計小物、生活用品和書籍。而1樓「M+本店」，主要出售本地藝術家的手作精品。到2022年4月21日重開後，增設兩家期間限定店，包括懷舊賣店「美樂士多」及藝術圖書店Thames & Hudson。

### 餐廳
博物館內有多間餐廳，B1層設M+ Cafe：CURATOR以及2022年4月21日開業，佔地一萬呎的海濱長廊餐廳「ADD+」。3樓設來自韓國首爾的米芝蓮二星餐廳Mosu。

### 戲院
位於LG層，設有3間影院，於2022年6月8日啟用，分別設180、60和40個座位，座椅均由意大利家具製造商Poltrona Frau設計，並飾以丹麥設計公司Kvadrat的紫色，綠色和藍色面料。影院配備數碼及16毫米和35毫米菲林類比放映的設備，以及杜比7.1音響系統，並盡可能以電影的原始格式放映。其中3號影院將於2022年稍後時間開幕。影院會播放4K修復版的舊香港電影、藝術記錄片和M+藏品等。

### M+會館
位於11樓，只限會員及贊助人使用，內設M+ Lounge餐廳。該處亦展示了香港藝術家和建築師林偉而，及其妻子林梅若梅的知名收藏「Living Collection」。

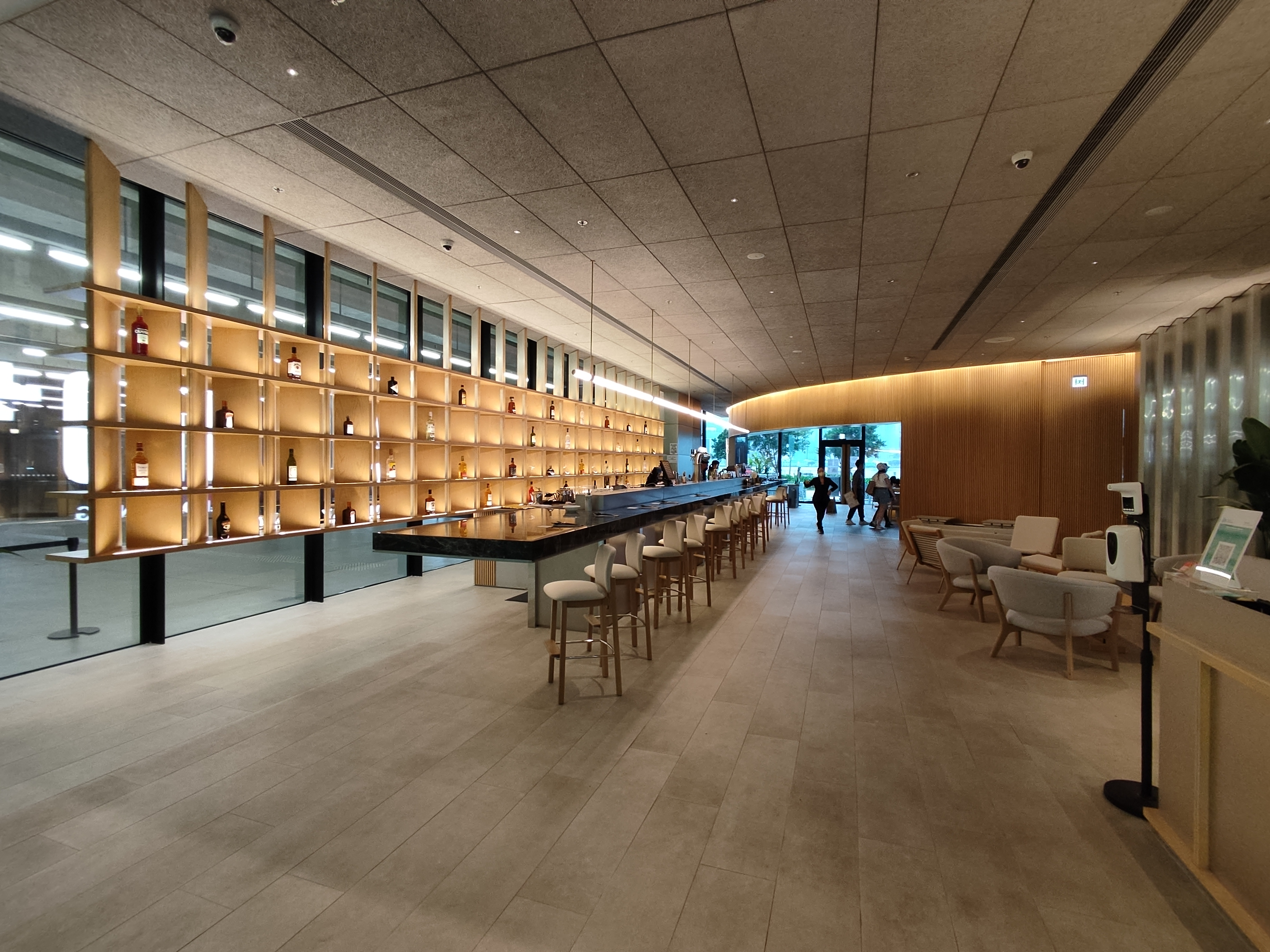
B1層餐廳「ADD+」
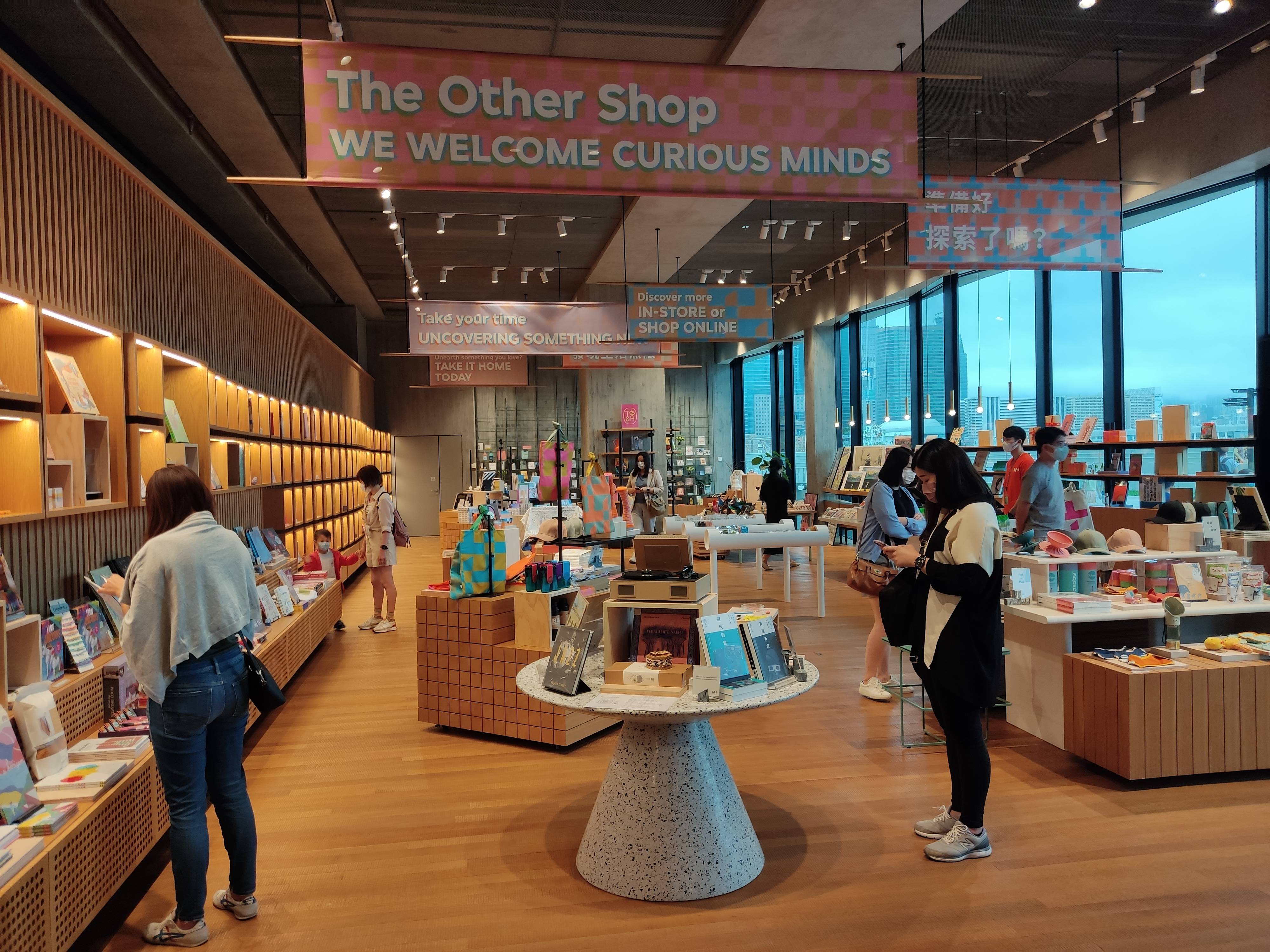
地庫「M+小舖」
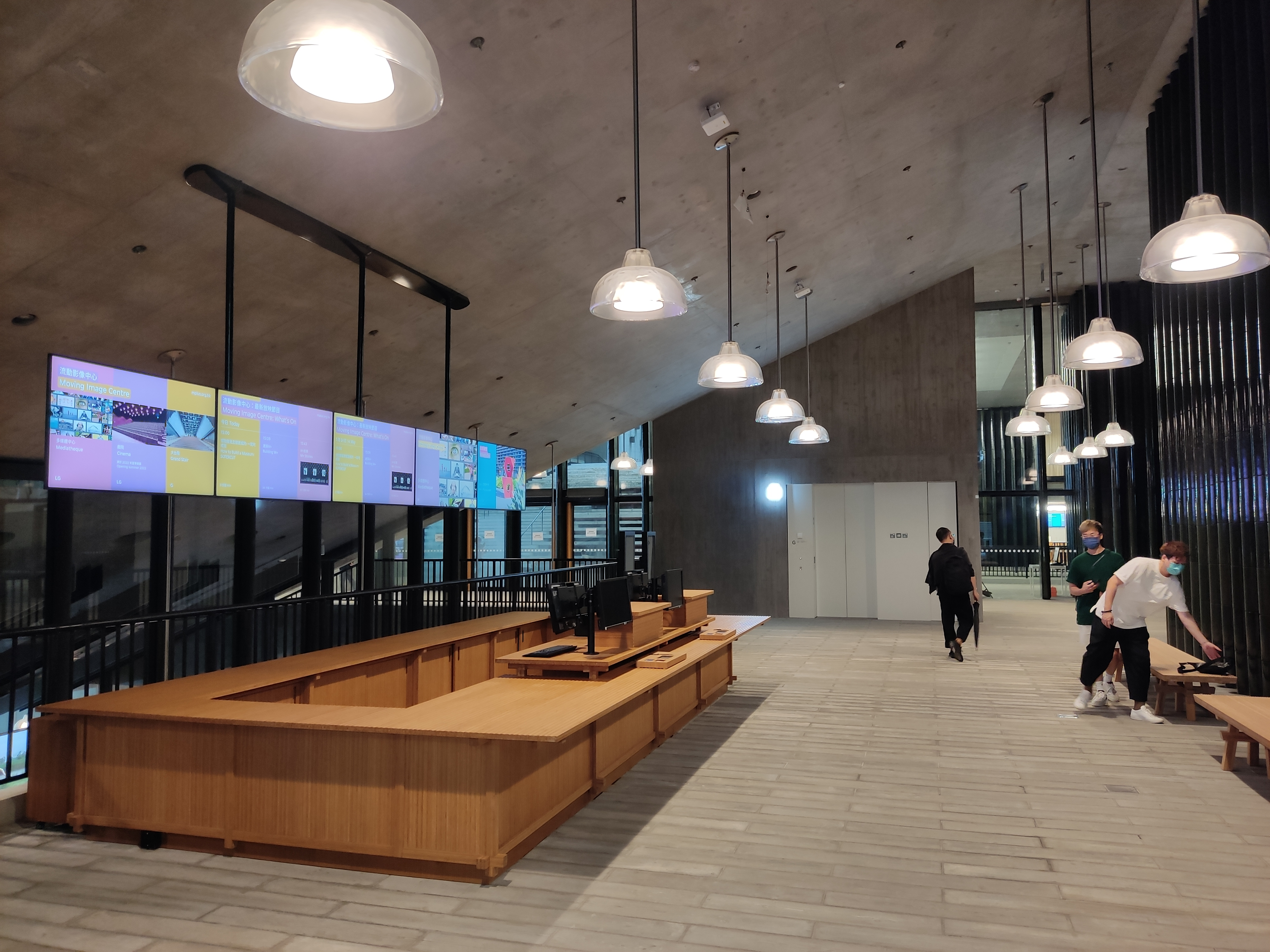
地下設流動影像中心大堂
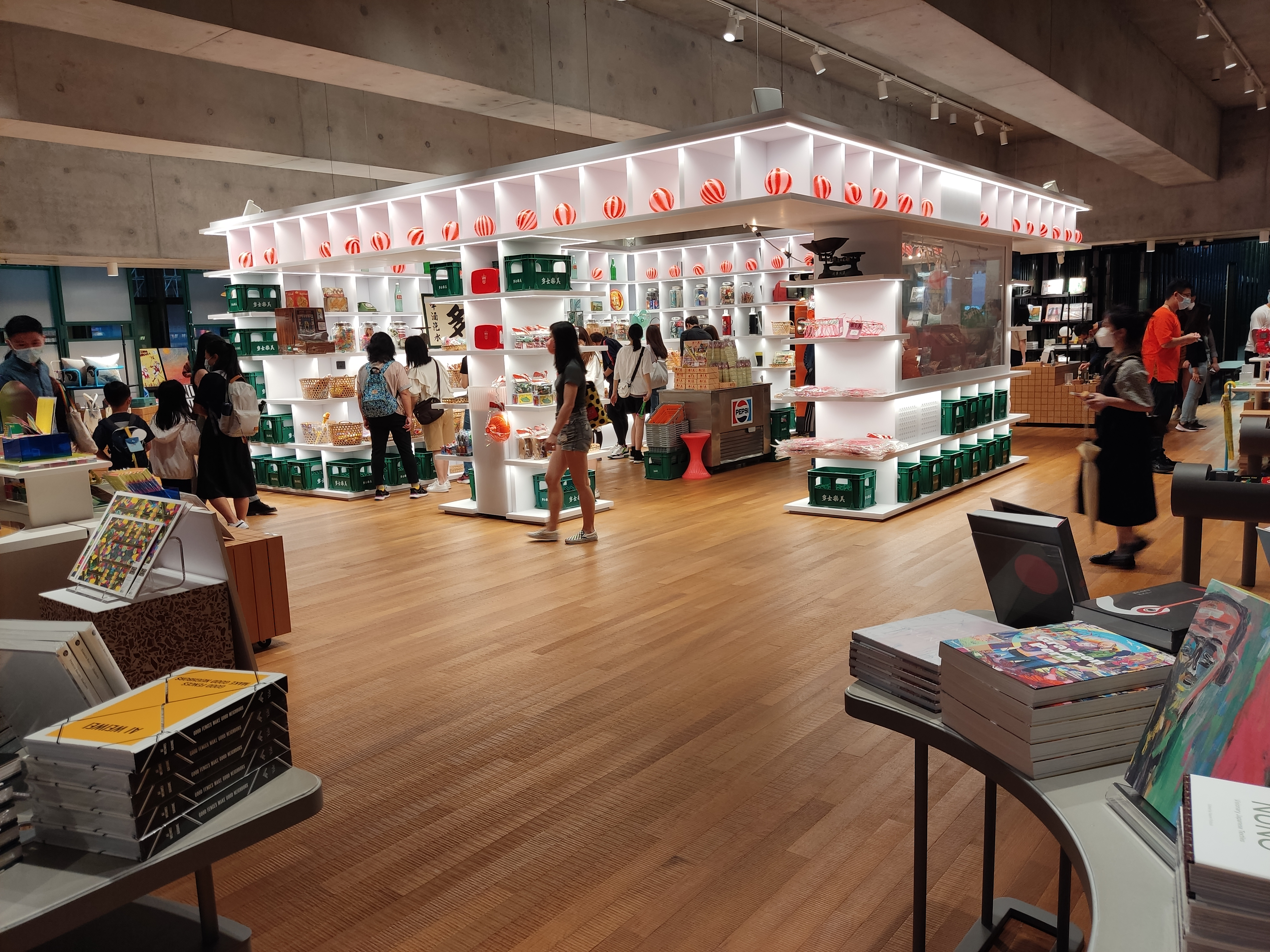
1樓「M+本店」
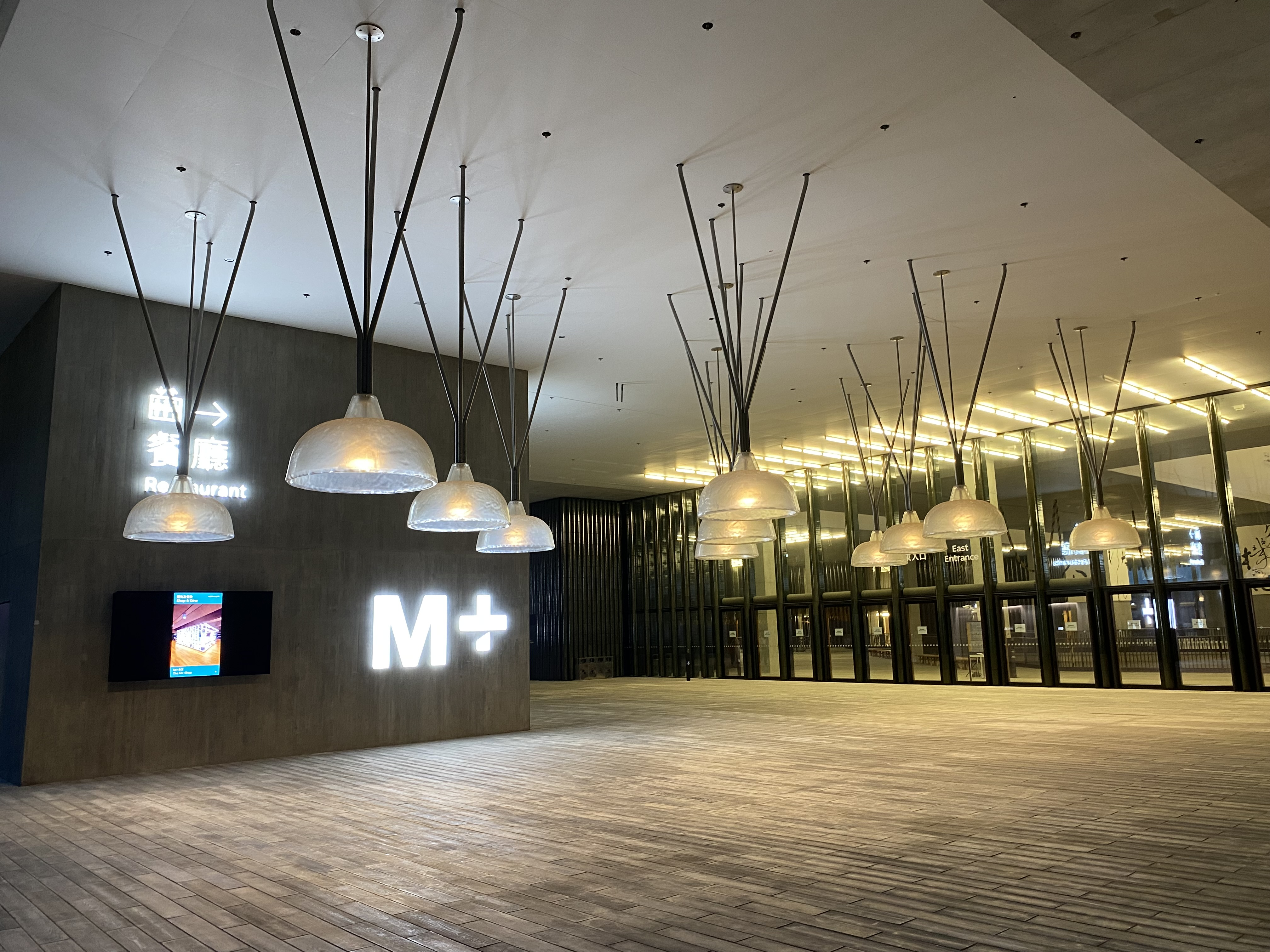
主出入口
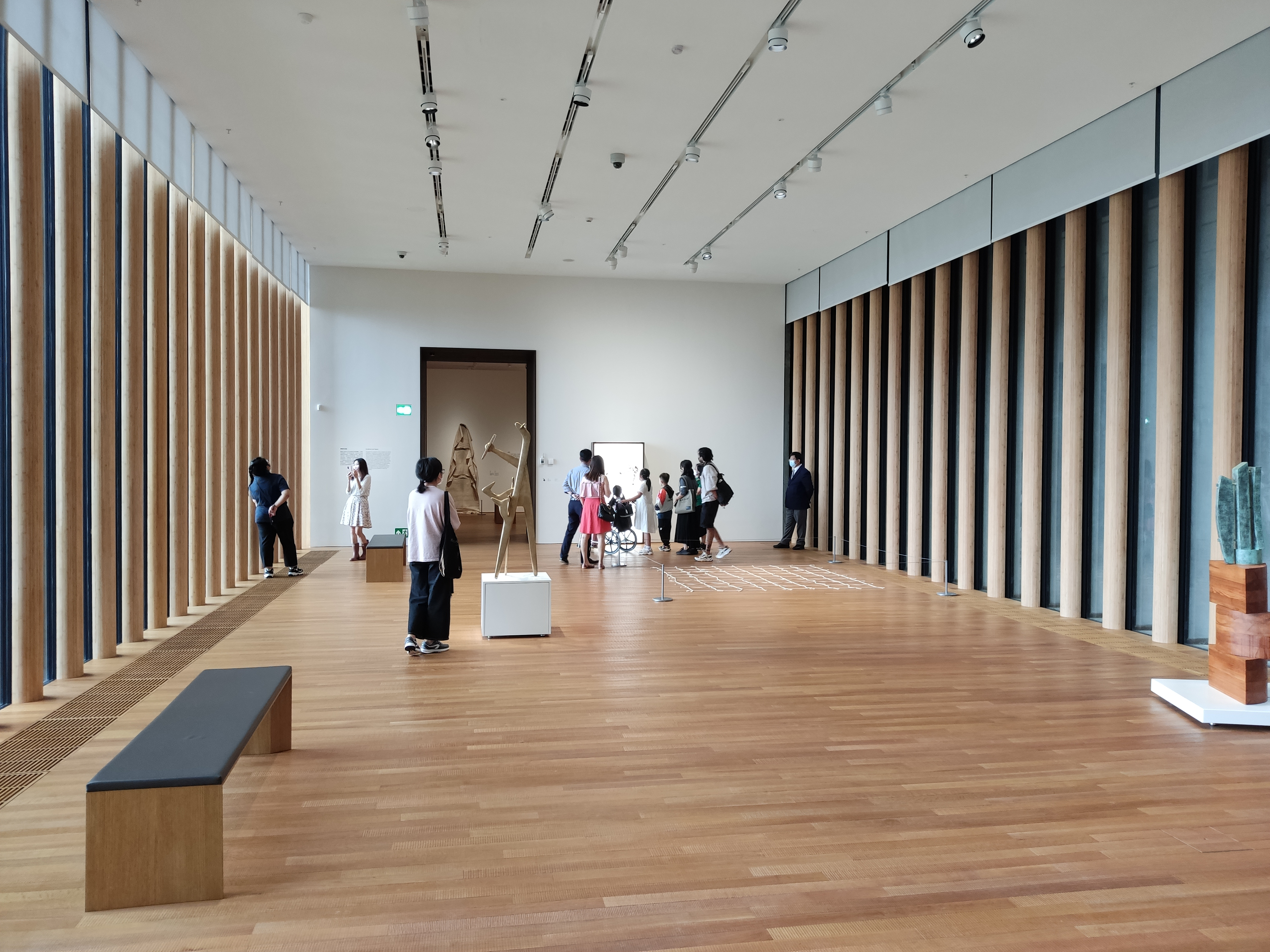
南展廳玻璃旁的柱用利用多條竹條併合而成
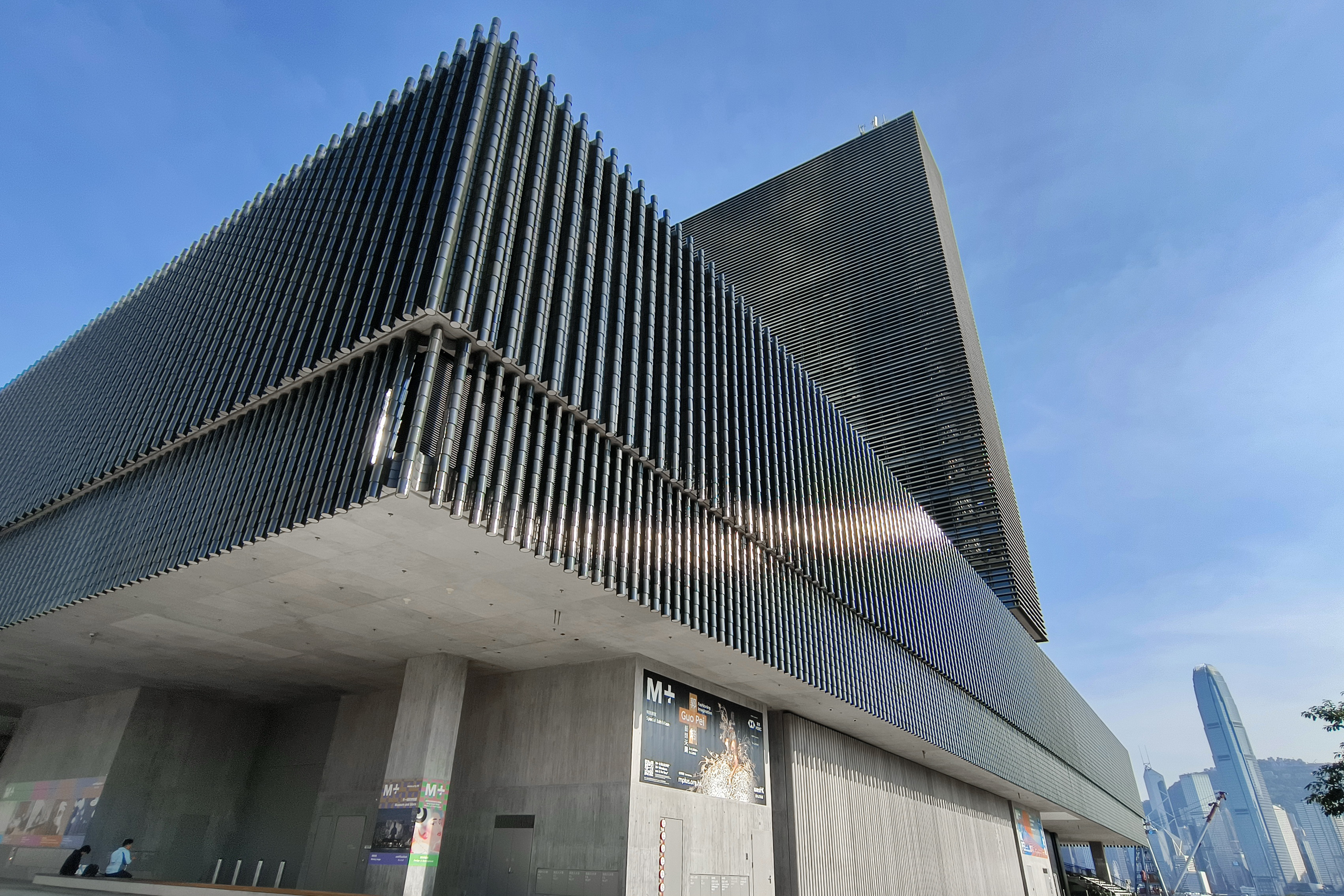
M+外貌
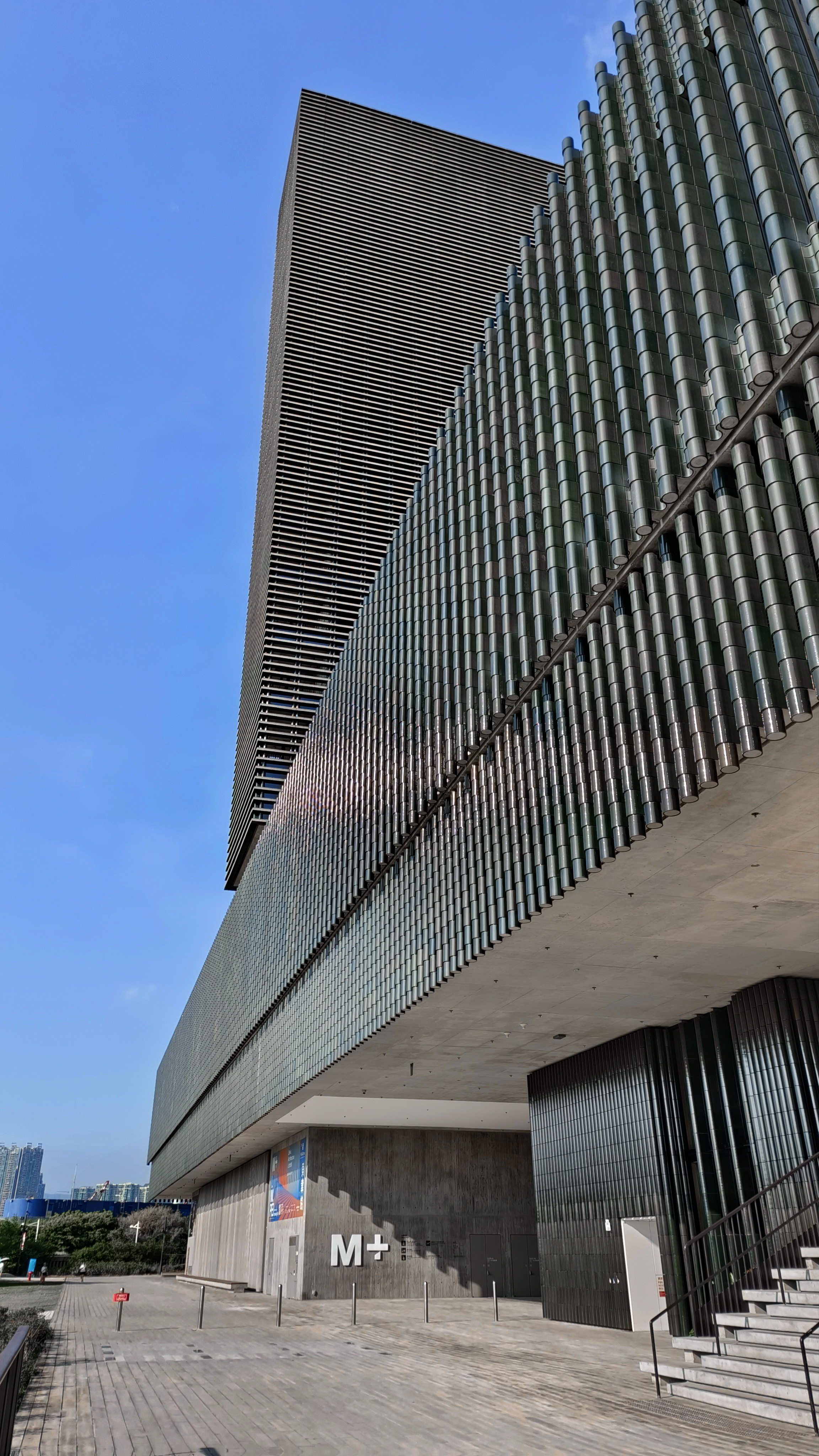
M+外貌

### 學舍
位於地下和1樓，其中會堂佔地174平方米，以木系為主調，並設落地大玻璃窗面向維多利亞港。

## 展覽
開幕展由六個專題展覽組成，到2022年4月21日重開後亦新增了一個專題展覽。
以下為不同展館的展覽列表：

### B2層展演空間
- 《納里尼．馬拉尼：視界流動》展覽：2022年4月21日重開後增設，展示藝術家Nalini Malani50年來的三件代表性作品，包括《烏托邦》、《回憶瘋狂的梅格》及《你能聽見我嗎？》
- 《草間彌生：圓點執念──渴望天堂的愛》沉浸式體驗
- 《A.A.村上：浮游之境》

### 地下大堂展廳
- 《香港：此地彼方》：介紹香港自1960年代起至今的獨特視覺文化；涵蓋藝術、建築、設計和電影等。包括展示曾灶財和薩哈·哈帝的作品
- 《希克獎2023》：展出六位入圍優秀藝術家的創作，將於2023年9月23日開幕。
- 《香港賽馬會呈獻系列：黑白──攝影敘事》
- 《郭培：藝想天開》

### 希克展廳
- 《M+希克藏品，從大革命到全球化》：為M+希克館藏中挑選，按時序回顧1970年代至2000年代中國當代藝術的發展
- 《M+希克藏品：別傳》：探討1990年代至今中國當代藝術的風格和實踐。有別於首展中以主流社會背景或按時間順序的論述，是次展覽關注中國九十年代急速轉型的社會和經濟發展中，藝術家對文化身分的思考及對新時代的困惑，將於2023年9月22日開幕。

### 東展廳
- 《物件．空間．互動》：精選逾500件建構社會、塑造身分和想像未來的物件，並在亞洲製造，根據主題和時序探討過去60年的世界建築設計與現今生活的聯繫

#### 開放式展廳
- 《造物記》：展覽探討創作人如何運用適切的設計、創新的物料和別具創意的循環再用策略，從而發掘與眾不同的思維模式。

### 南展廳
- 《個體．源流．表現》：從亞洲視角探討二次世界大戰後國際視覺藝術的敍事
- 《山鳴水應》

### 合院展廳（現名為「包陪麗、渡伸一郎展廳」）
- 《博物館之夢》：透過27名來自不同地域和世代的藝術家，包括馬塞爾·杜尚、約翰·基治、小野洋子、白南準，探索全球概念藝術的脈絡
- 《徐世琪隆重呈獻：宇宙最強之懸浮者》：藝術家徐世琪代表香港參加第59屆威尼斯視藝雙年展的展覽，因應M+場地空間的特質，以全新面貌與觀眾展示了徐世琪對Lauren O的研究。
- 《靉嘔：虹 虹 虹》：聚焦日本藝術家靉嘔於1950年代初至2000年代的創作。他的風格別樹一幟，被世人稱為「彩虹藝術家」。展覽將一探靉嘔如何以源源不絕的幽默感、好奇心和想像力，用不拘一格的創作方式將彩虹這個普世主題延展至各種形態、概念和情境的作品當中。其他激浪派藝術家的精選作品將會同期展出。
- 《石漢瑞：化圖為語》：重點介紹歷史上的重要藝術家和時刻。此展覽展出被譽為香港平面設計之父的石漢瑞（生於1934年）的作品，精選他最具代表性的項目，追溯自1960年代以來香港的發展歷程，並藉此頌揚石漢瑞影響深遠的圖像運用手法。即將在2024年6月15日開幕。

### 西展廳
- 《安東尼．葛姆雷：亞洲土地》：展示英國雕塑家安東尼‧葛姆雷（英语：Antony Gormley）在2003年與300多名廣東村民共同製作，由合共約20萬個泥塑雕像組成的大型裝置，以及製作過程的攝影紀錄。
- 《草間彌生：一九四五年至今》：草間在日本以外的亞洲地區舉行的最大回顧展，展出逾200件展品，涵蓋繪畫、素描、雕塑、裝置及檔案資料等各種媒材。
- 《宋懷桂：藝術先鋒與時尚教母》：展現宋懷桂（英语：Song Huai-Kuei）這位傳奇女性引人入勝的多重身分和事業軌跡，追溯她從1950年代到2000年代初的人生和創作，以及揭示在中國從過往封閉自守蛻變為現今文化多元的國際化社會的過程中，宋懷桂一直為人忽視和低估的影響。
- 《貝聿銘：人生如建築》：貝聿銘的建築項目備受矚目，縱貫七十載，橫跨遼闊地域，包括華盛頓國家美術館東館、巴黎大羅浮宮、香港中銀大廈和多哈伊斯蘭藝術博物館。這些地標奠定貝聿銘在建築史和流行文化的顯赫地位，其人生跟事業，亦由權力關係、複雜的地緣政治、文化傳統和世界各地千姿百態的城市風格互相交織，形成絢爛繁富的經歷。他的跨文化視野，為當代世界奠下了基礎。於2024年6月29日開幕。

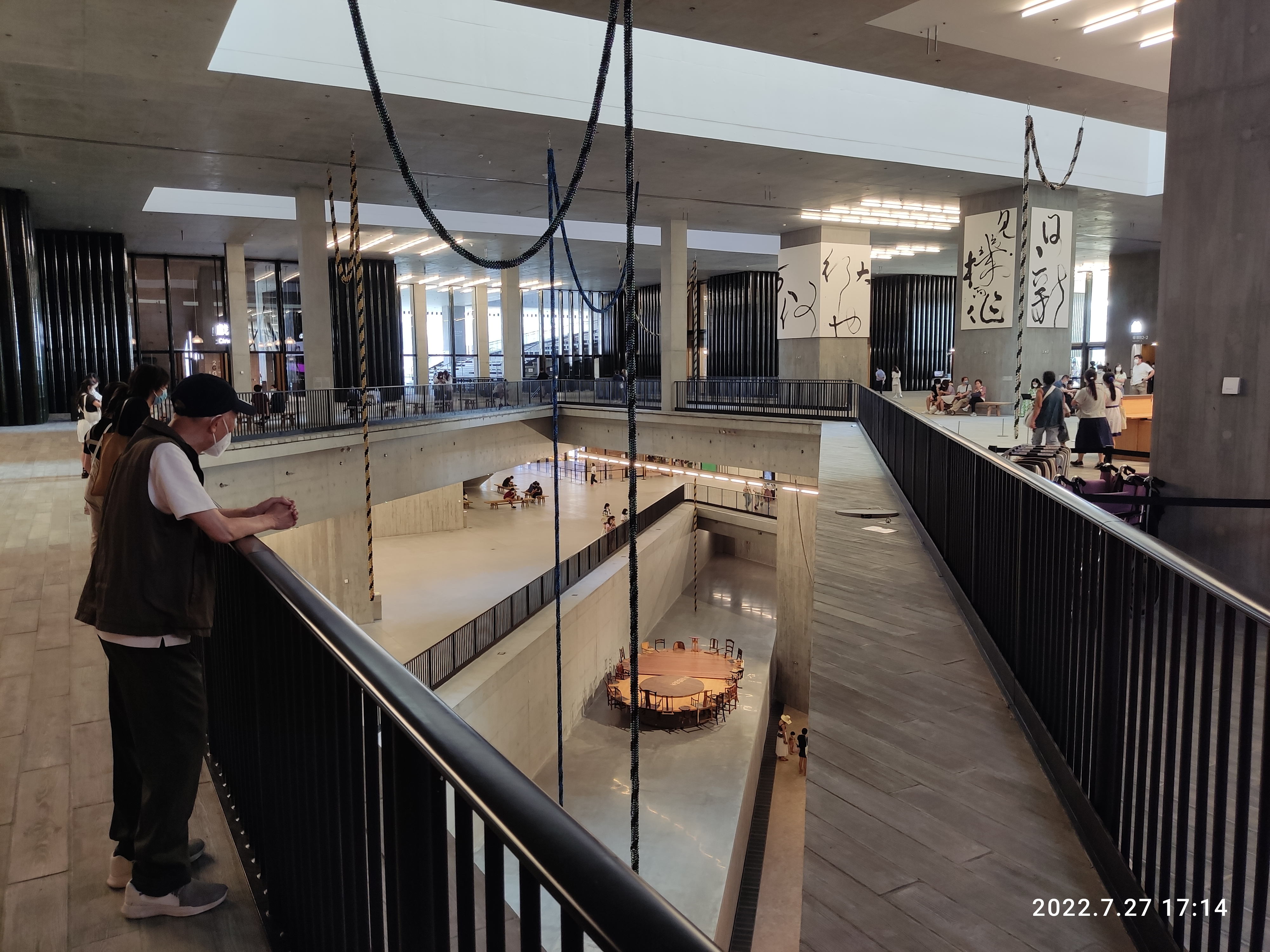
柱上書法為 M+ 委約董陽孜之作品
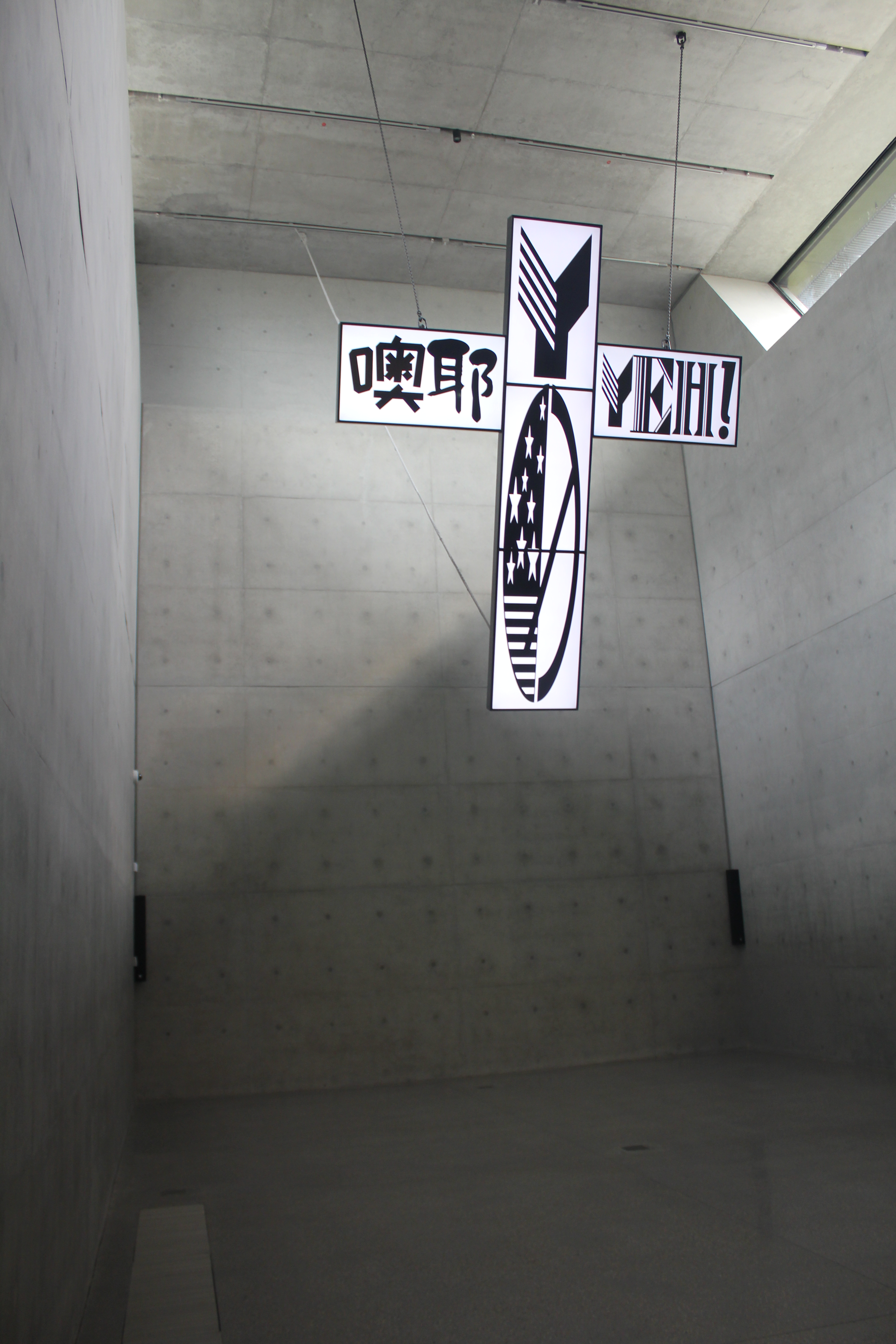
焦點空間展示M+購藏張英海重工業（英语：Young-Hae Chang Heavy Industries）《被釘十字架的電視機──天堂也不聽的禱告》 錄像雕塑
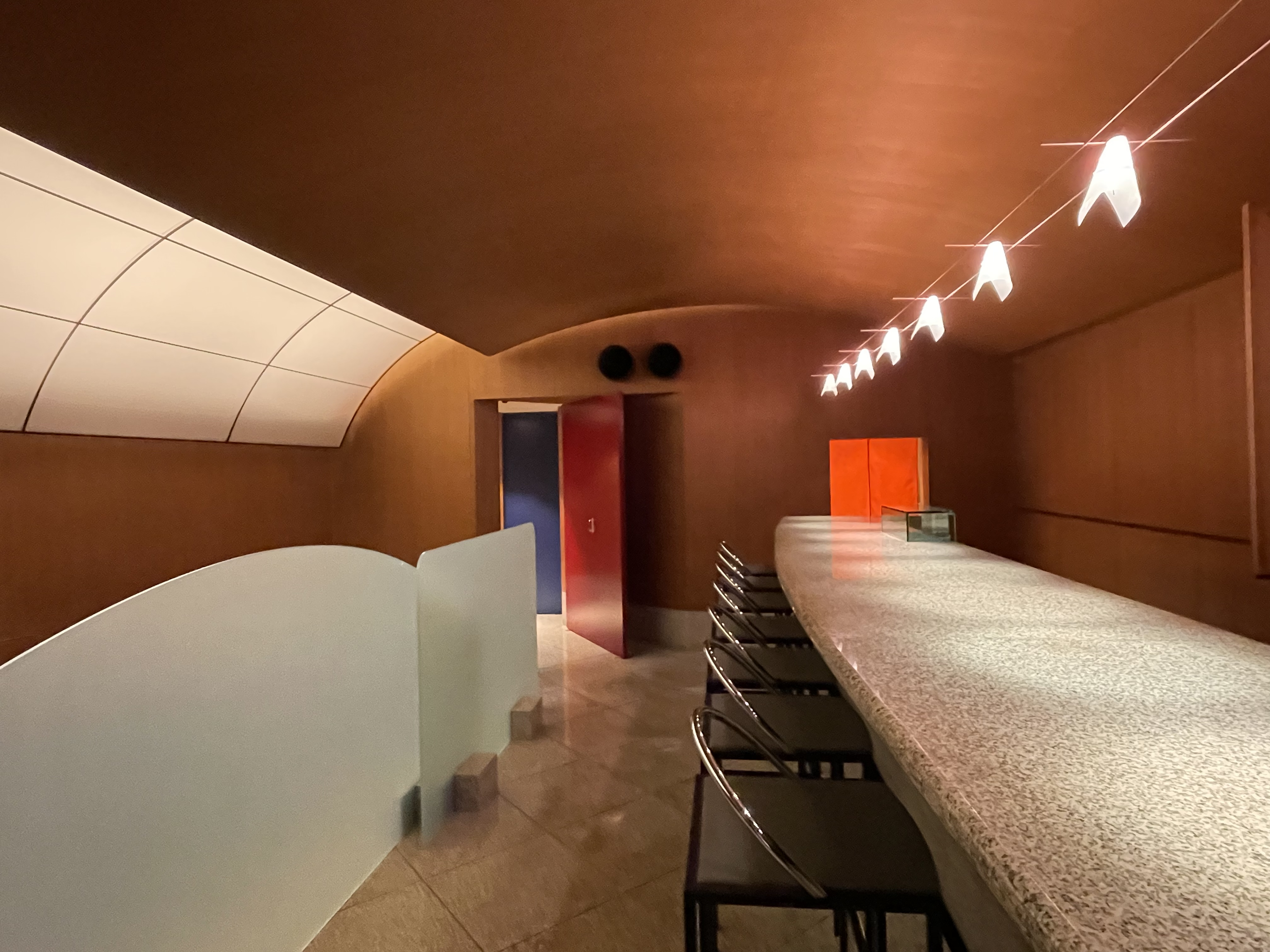
東展廳展示倉俁史朗「清友壽司吧」，當時M+斥1500萬港元購置
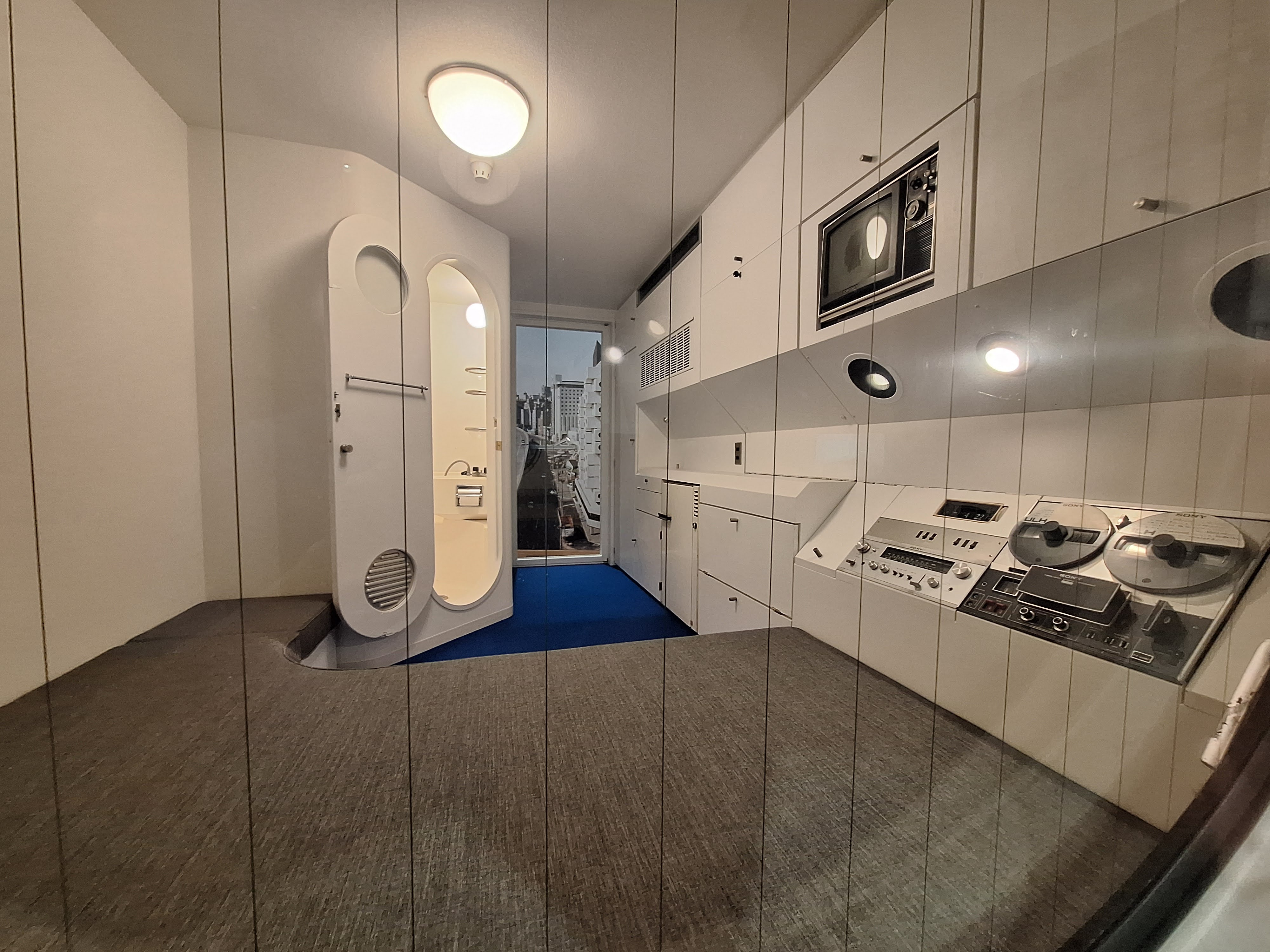
割讓後的東展廳(開放式展廳)展示「中銀膠囊塔」示範單位
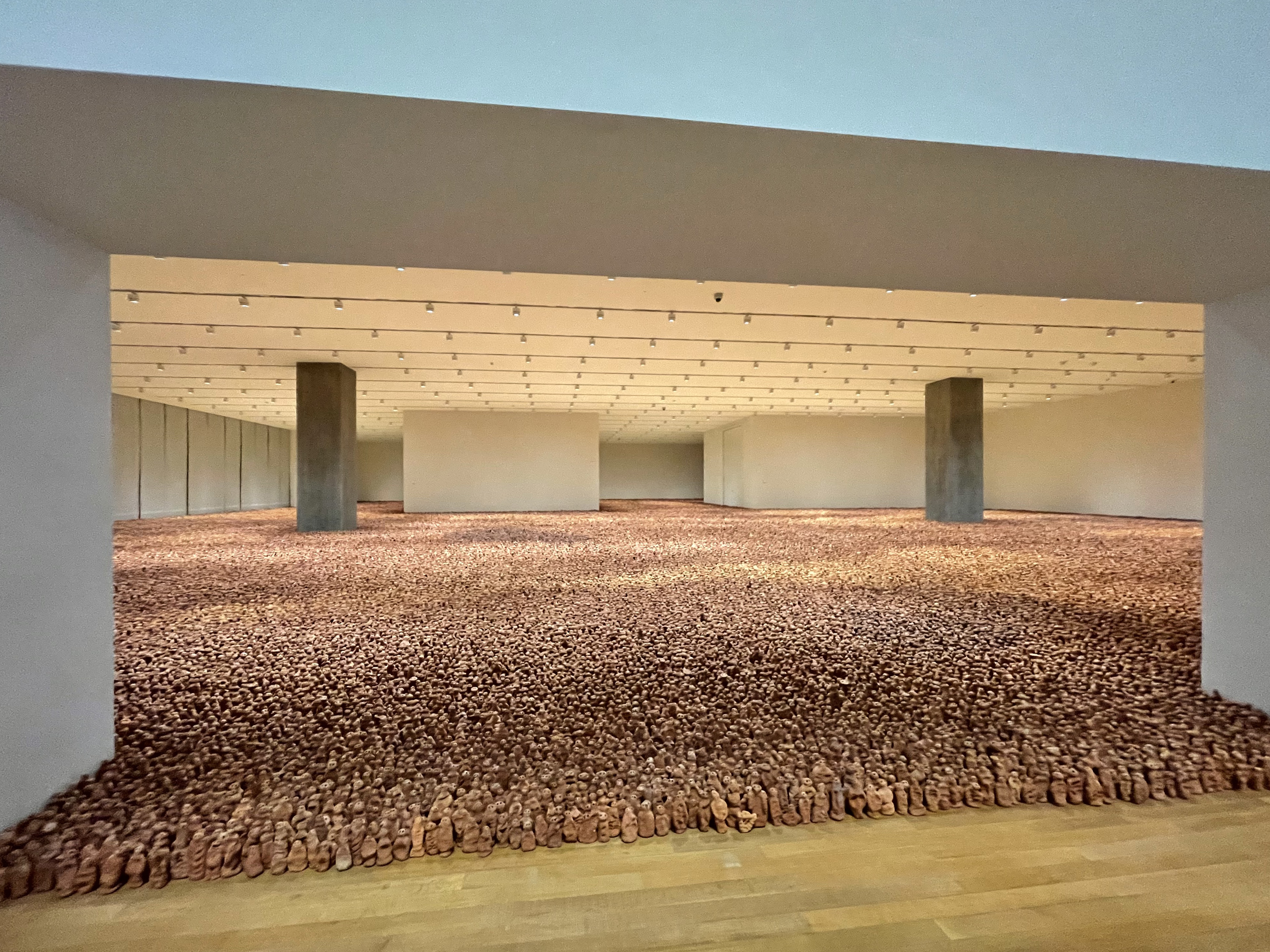
西展廳展示「安東尼·葛姆雷：亞洲土地」
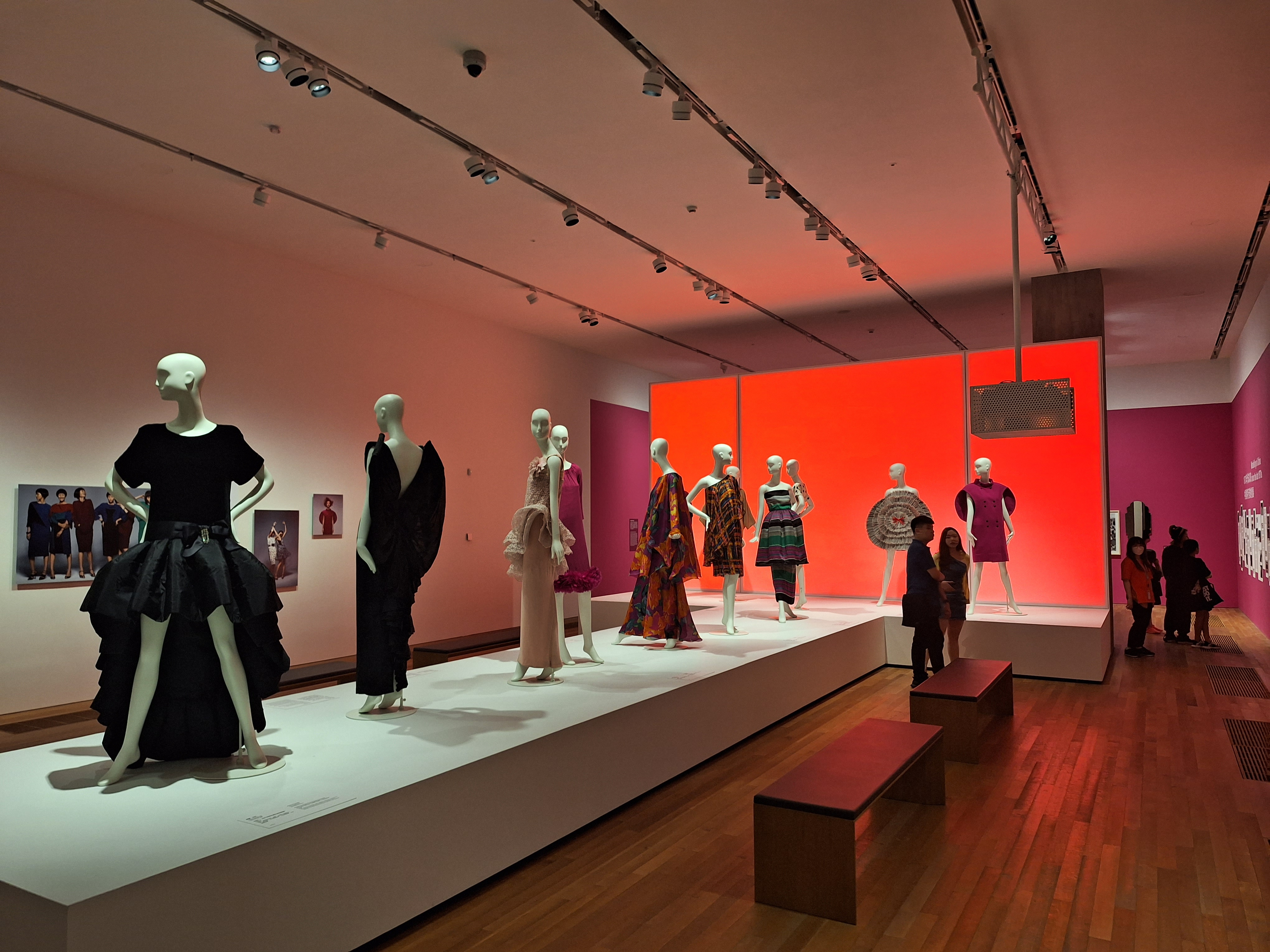
西展廳於2023年舉辦《宋懷桂：藝術先鋒與時尚教母》展覽。該處展示了皮爾·卡丹歷年制造的服裝。
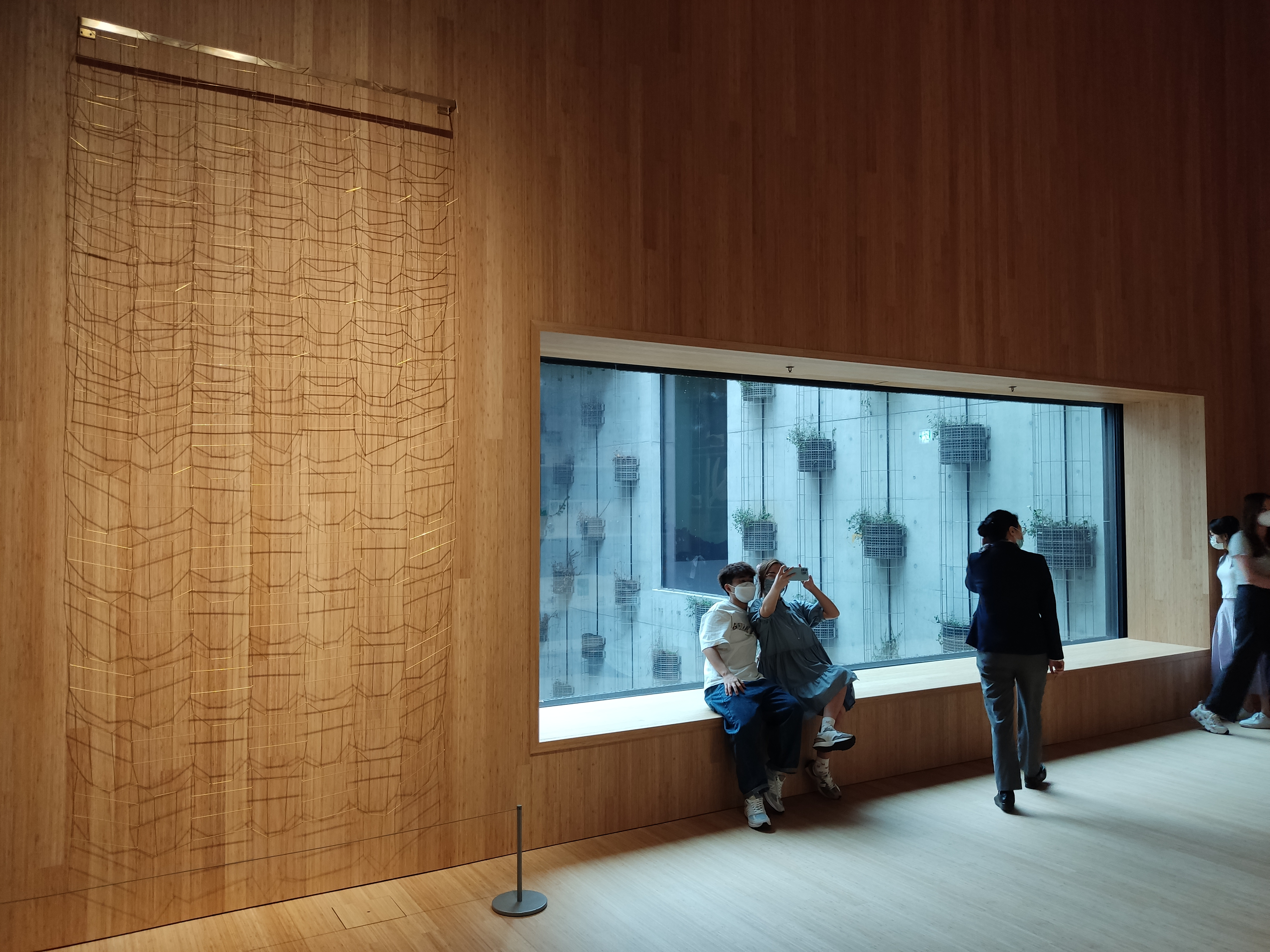
合院展廳（現名為「包陪麗、渡伸一郎展廳」以木為主調
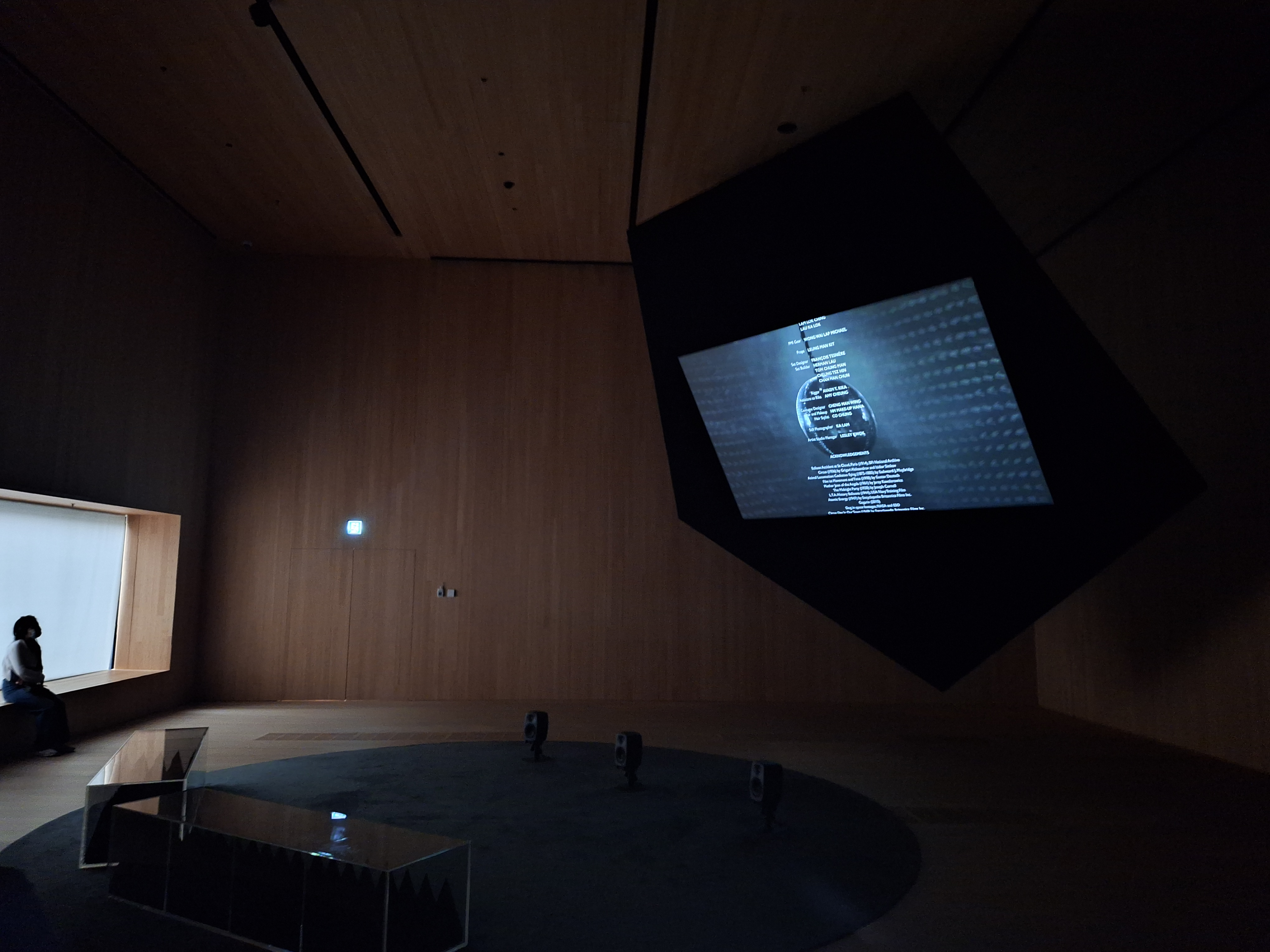
徐世琪隆重呈獻：宇宙最強之懸浮者-Lauren O
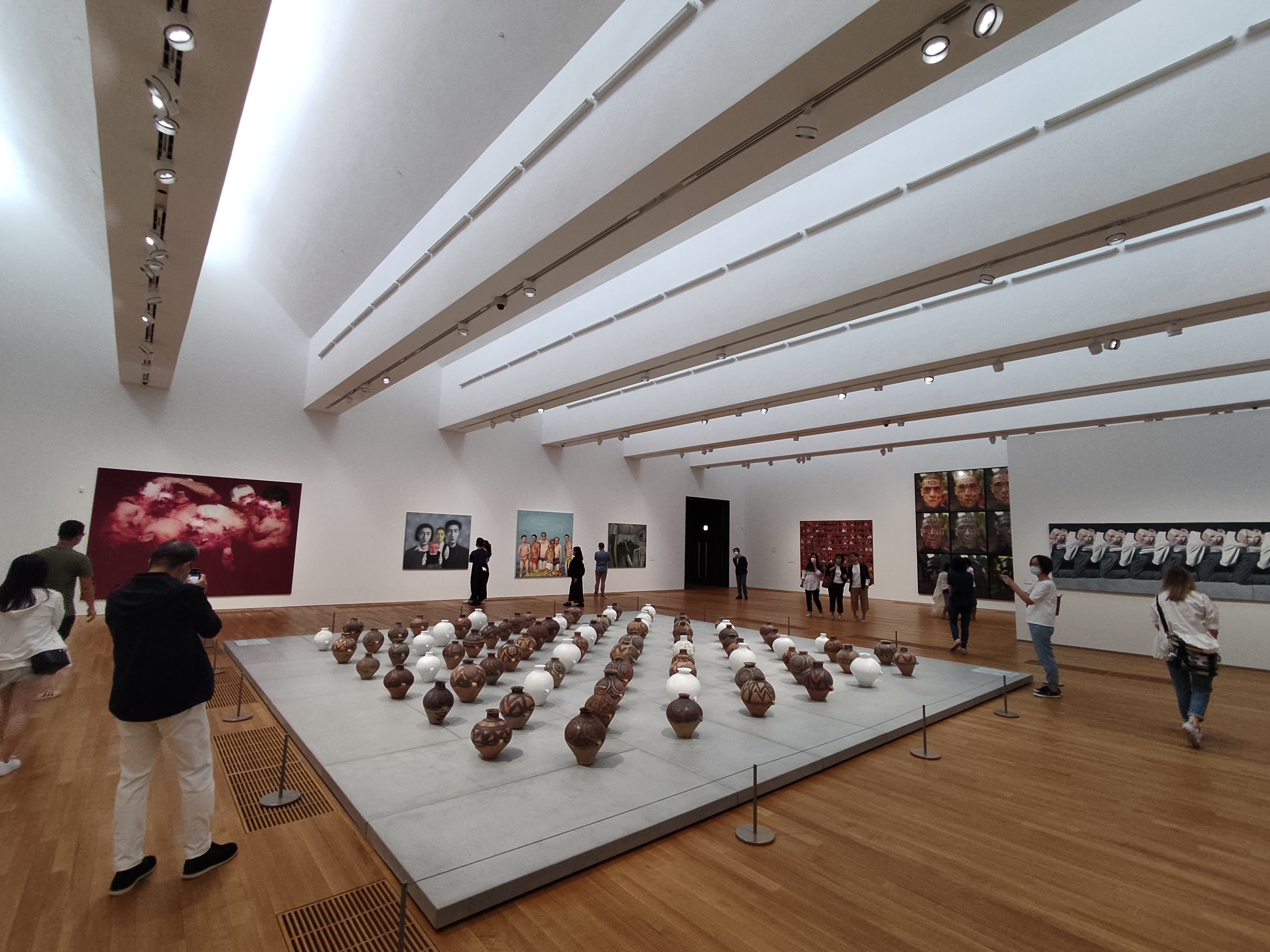
希克展廳的天花採用斜面透光設計，橫樑之間亦留有天窗。該處展示了艾未未作品《洗白》，寓意「粉飾不能掩蓋過去」
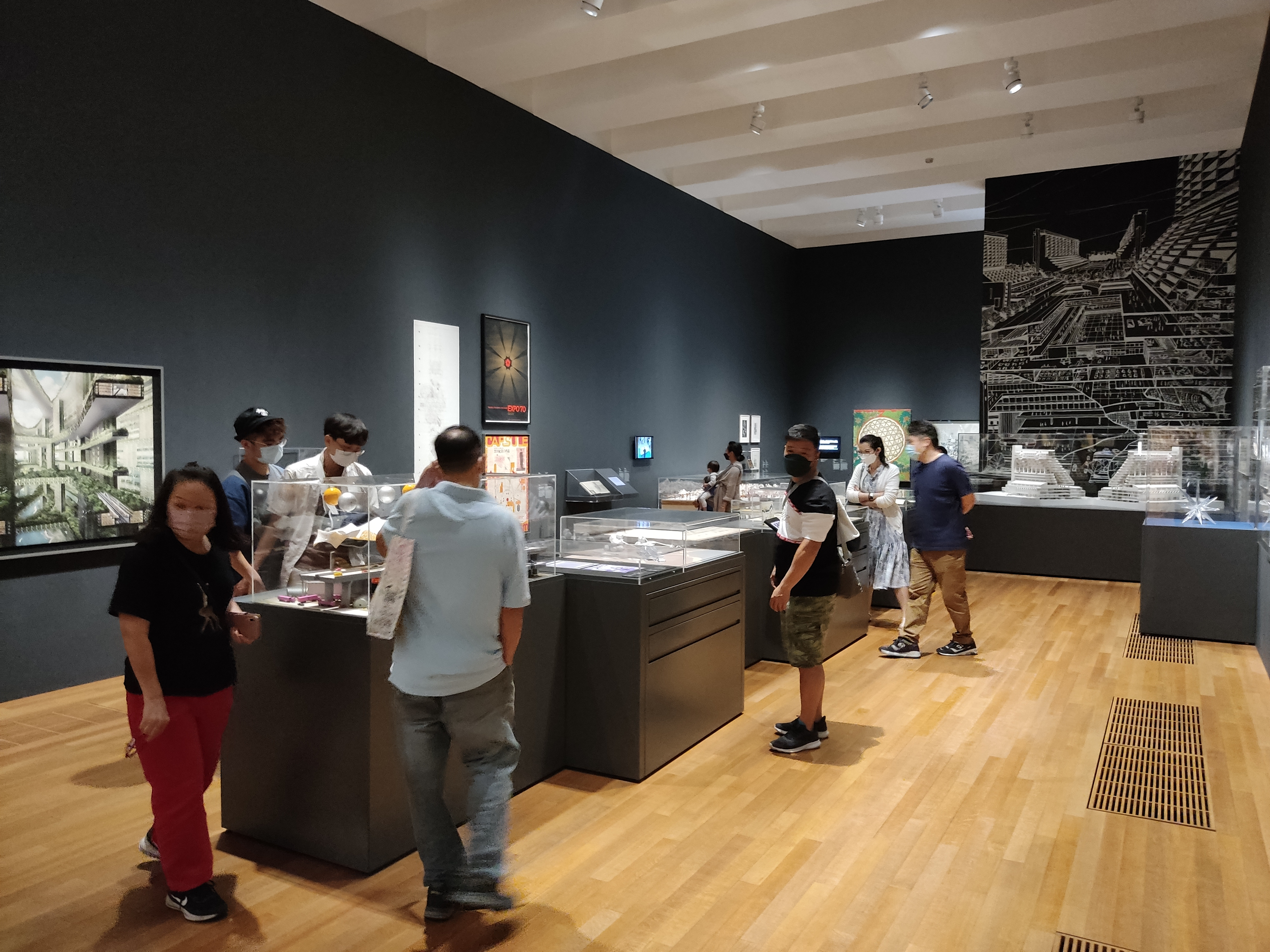
地下大堂展廳：香港：此地彼方
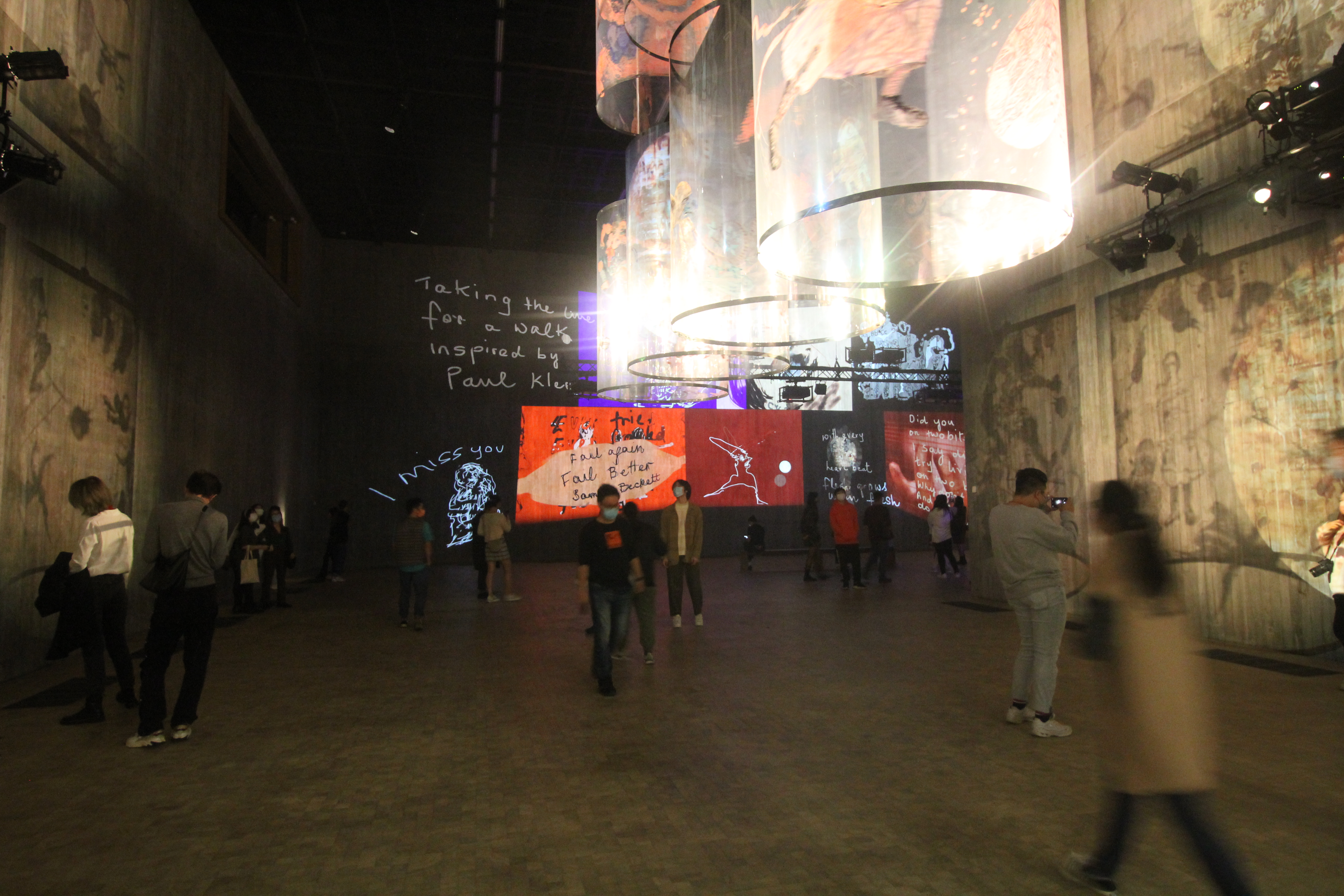
「納里尼·馬拉尼：視界流動」
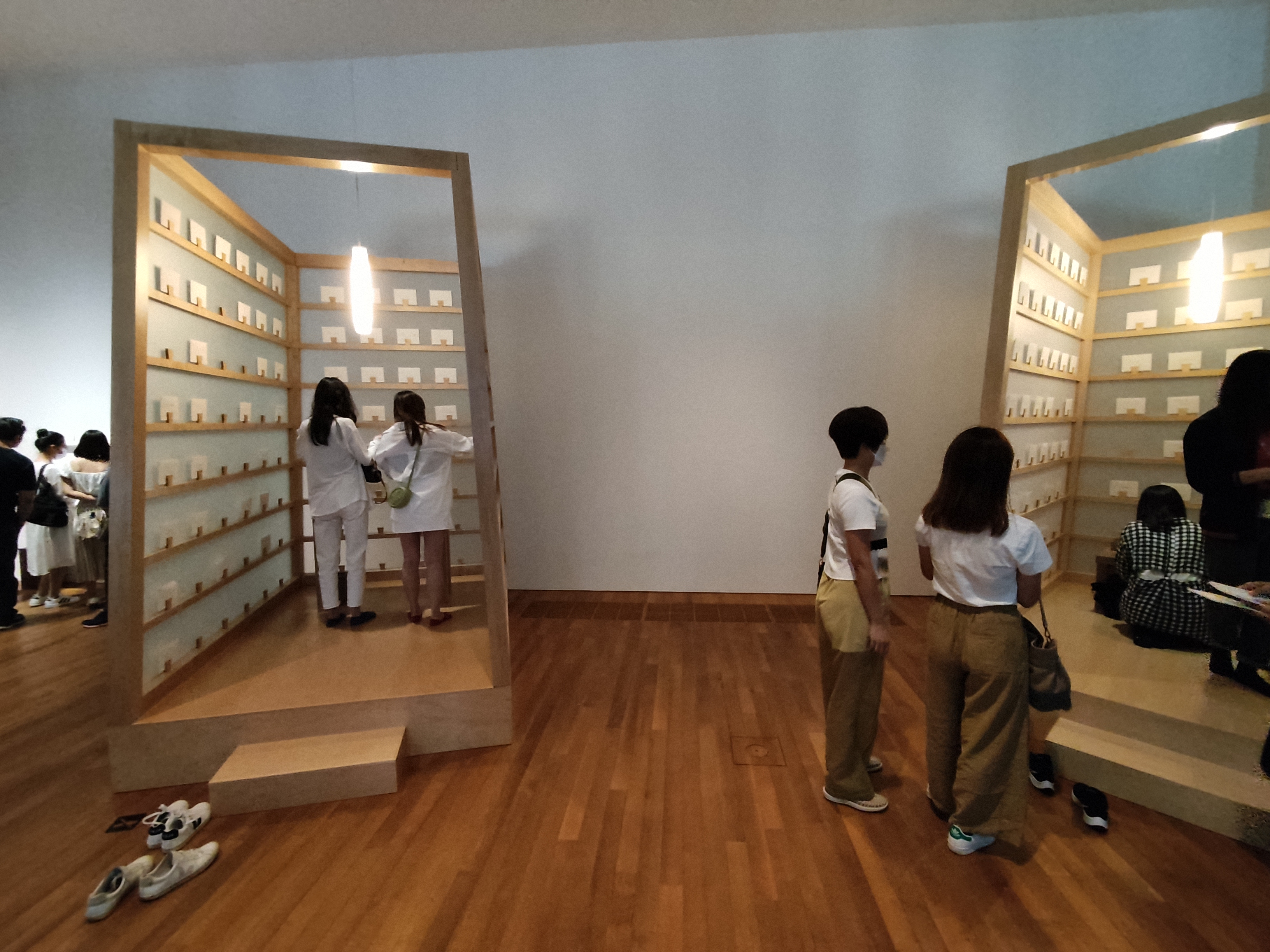
南展廳「個體 ‧ 源流‧ 表現」 ，李明維《魚雁計劃》

## 歷史
2011年，M+博物館小組籌備一連串M+博物館開幕前的展覽活動，當中於2012年1月所舉辦的M+戲棚展就是當中計劃的首個項目。

### M+設計比賽

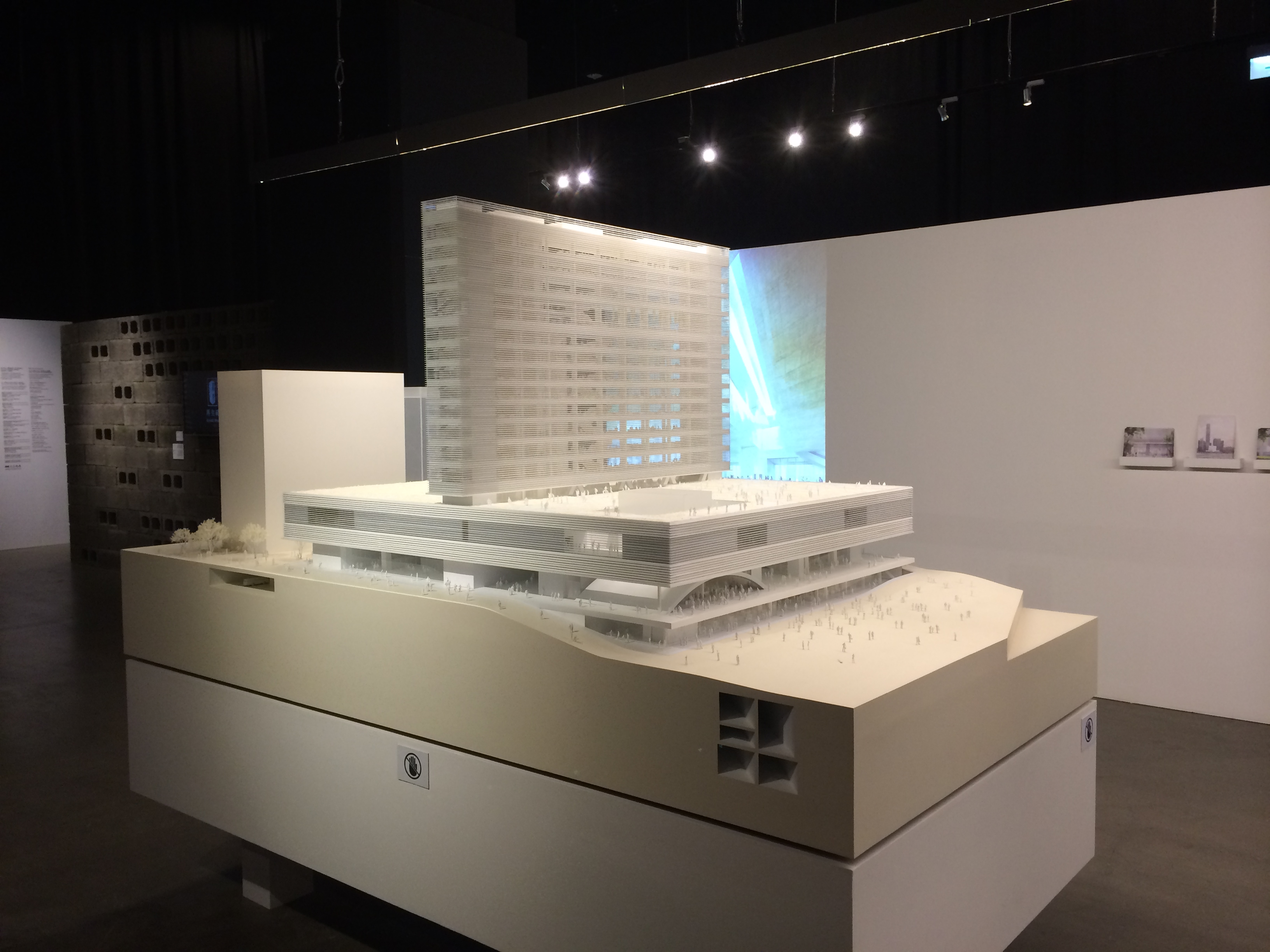
M+設計方案由香港建築設計師 TFP Farrells 及瑞士建築設計師 Herzog & de Meuron 的聯合團隊勝出

2012年9月17日，西九文化區管理局公布M+的設計比賽詳情，邀請香港及環球建築業界於同年10月15日或者以前提交意向書，以參與資格預先審理。當中海外建築師必須夥拍在香港設有辦事處及於香港建築師學會註冊執業的建築師事務所。意向書將會由8人所組織而成的世界級評審團評級遴選，由普利茲克建築將得主、西班牙建築師 Rafael Moneo 出任主席，其他成員包括哈佛大學設計研究兼任教授 Eve Blau、紐約現代藝術博物館副總監 Kathy Halbreich、香港建築師林偉而和盧林、香港設計中心董事會主席羅仲榮、M+行政總監李立偉和當代中國藝術品收藏家烏利·希克。西九文化區管理局屬意設計需要與M+的使命及西九文化區的整體規劃意向一致，及計畫於同年12月公布參賽名單，設計團隊將會於2013年夏季獲得委任聘用，開展M+的的設計及建造。西九文化區管理局將會於同年12月根據評審團的建議，選取不多於6支設計團隊所提交的概念設計，並且在西九文化區管理局網站上公布參賽名單。而入圍的設計團隊將會獲得發配1百萬港元以補償其於籌備設計方案上所需要的費用；入圍的設計團隊需要於2013年3月提交方案，然後評審團將會通過面試進行評選。
隨著觀塘市中心重建項目發展，觀塘區的舊式樓宇清拆在即，位於裕民坊銀都戲院變壓站鐵門上的毛筆字一直被視為已故「九龍皇帝」曾灶財的最後墨寶，於2012年11月覓得歸宿，獲得M+接收。
2012年12月10日，西九文化區管理局公布M+建築設計比賽的入圍名單，6支設計團隊從80支香港及外國的團隊中被挑選入圍，於2013年首季提交設計方案，至2013年年中公布獲選設計，由香港建築師 TFP Farrells 及瑞士建築設計師 Herzog & de Meuron 聯合團隊的作品勝出。
2014年1月至2月，M+假鰂魚涌太古坊 ArtisTree 舉辦「構。建M+：博物館設計方案及建築藏品」展覽，展品逾百，來自35名香港、中國大陸及亞洲各地的建築師，包括建築模型、圖紙及照片等資料，例如於1967年攝影的老襯亭及模型、廣州歌劇院的照片、巴黎巴士底歌劇院的比賽模型及艾未未在北京草場地的工作室模型。展覽亦回顧M+設計方案的評選過程，及介紹M+如何逐步發展。展覽期間，大會亦有舉辦公開講座、工作坊及周末導賞等等，以及舉辦「香港建築之旅」，由建築師領隊以獨特的角度欣賞香港市區的建築物，探索不為大眾所注意的城市空間。
2014年7月23日，立法會監察西九文化區計劃推行情況聯合小組委員會討論M+的進展，行政總監李立偉指出，礙於立法會財務委員會未能夠如期處理M+前期工程的撥款申請，因此竣工日期需要從原先預計的2017年年底延後至2018年上半年。

### 動工
隨著地基工程合約批出，M+工程團隊於2014年11月月初舉行拜神儀式，祈求工程一切順利。2015年1月29日，西九文化區管理局舉行M+工程啟動禮及放置時間囊儀式，由時任政務司司長林鄭月娥、西九文化區管理局行政總裁連納智和M+行政總監李立偉致函「香港下一代」的一封信、連同分別來自油蔴地天主教小學（海泓道）及油麻地街坊會學校6名小學生的寄願畫作、當日關於藝術報道及主題的報紙、從不同角度攝影M+地盤的照片及一塊取自M+建築物的外觀建材樣本等等一併放入時間囊，於2115年出土開啟。
西九文化區管理局於2015年9月26日宣布，與承建商新昌營造簽約，委聘負責M+博物館的主要建築工程，涉及59億元。西九行政總裁栢志高（右三）與西九管理層及新昌營造代表，一齊切重約20磅的蛋糕慶祝。
不過到2017年2月，因承建商新昌營造財困，管理局直接向分判商支付工程費，到2018年7月停止。同年8月17日，西九管理局宣布正式解除與新昌的工程合約，博物館工程暫時停工6至8星期。但不願透露有關終止合約後，新門營造的罰則條款。
2018年9月7日，金門建築獲委聘為新承建商，並監督M+工程項目至竣工。

### 準備營運
M+大樓原預計可按計劃於2019年年底竣工。不過受到受到承建商財困，和新型肺炎疫情影響，延至2021年11月12日開幕，並預算未來三年營運赤字達39億。管理層也沒有公布博物館最終造價。

## 興建圖片

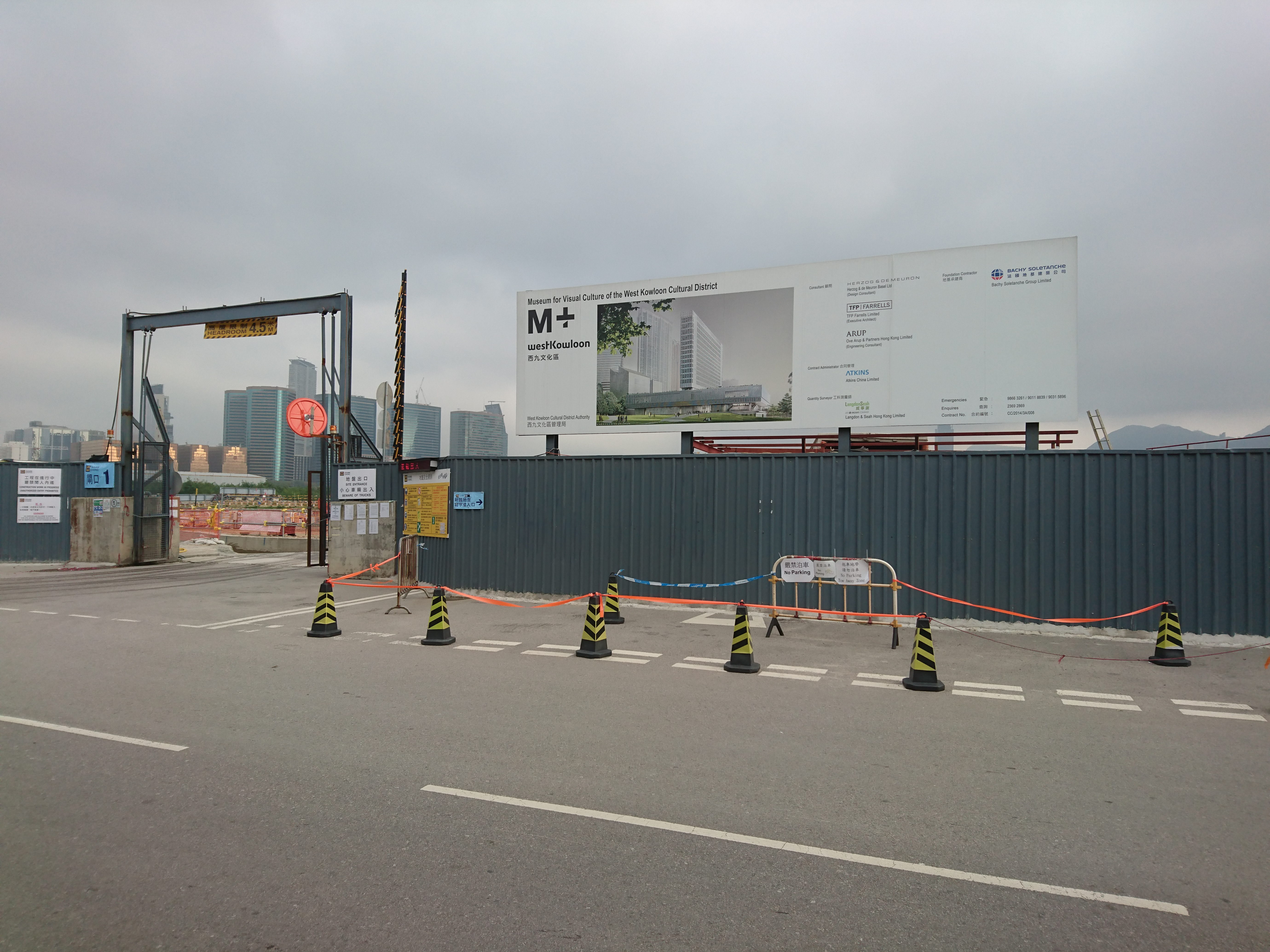
M+地基工程（2015年12月）
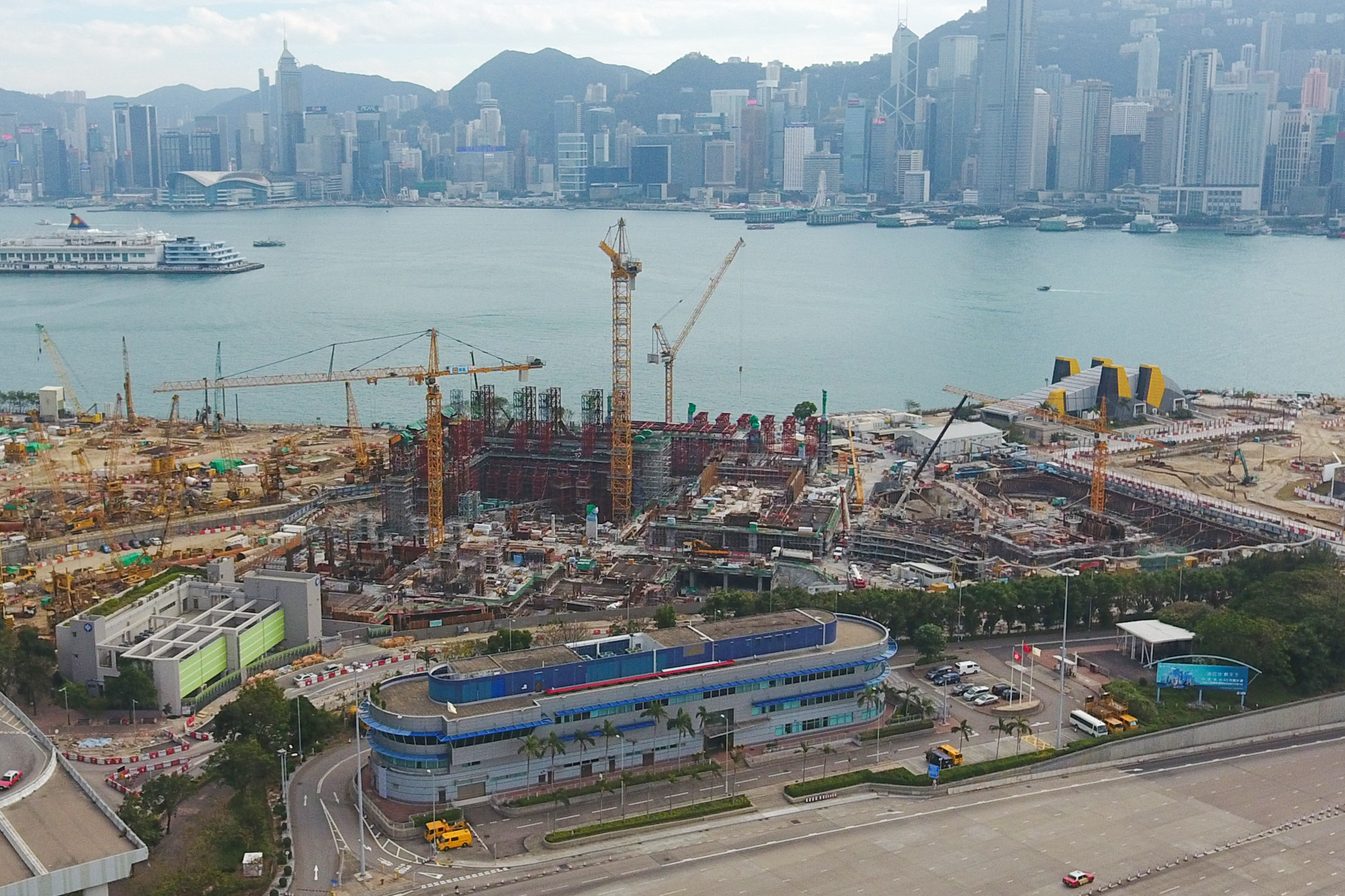
M+工地（2017年2月）
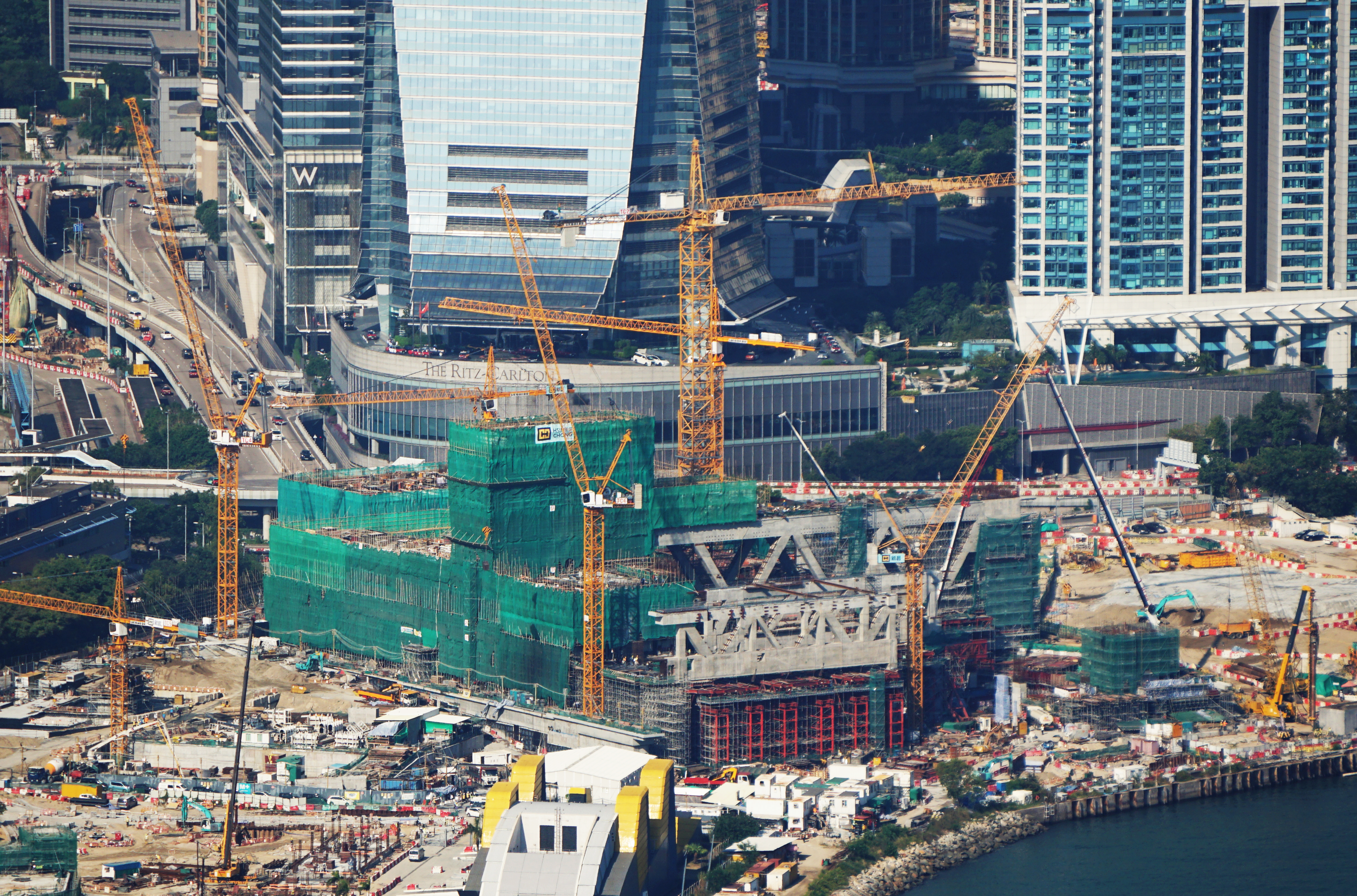
M+工地（2017年11月）
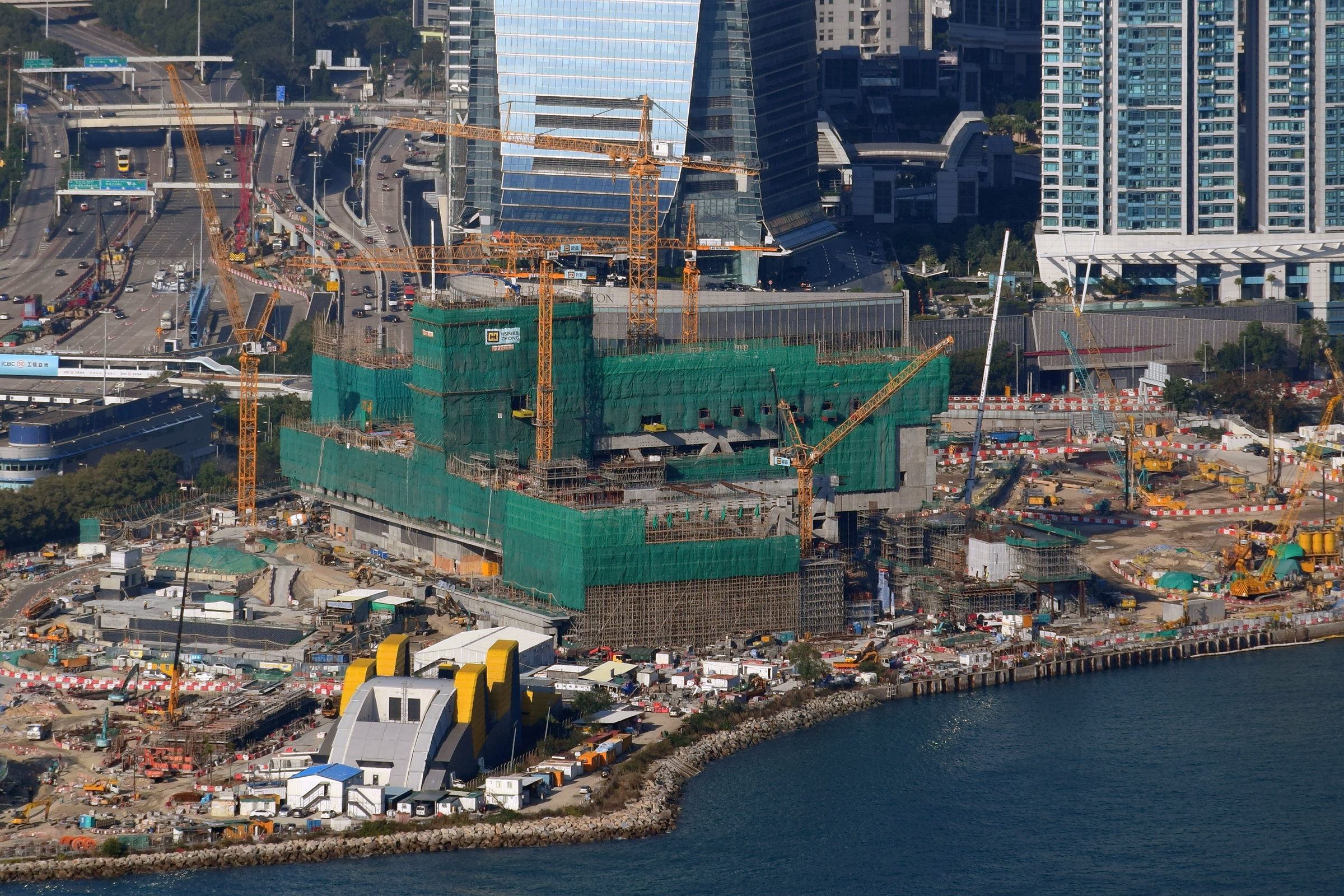
M+工地（2018年1月）
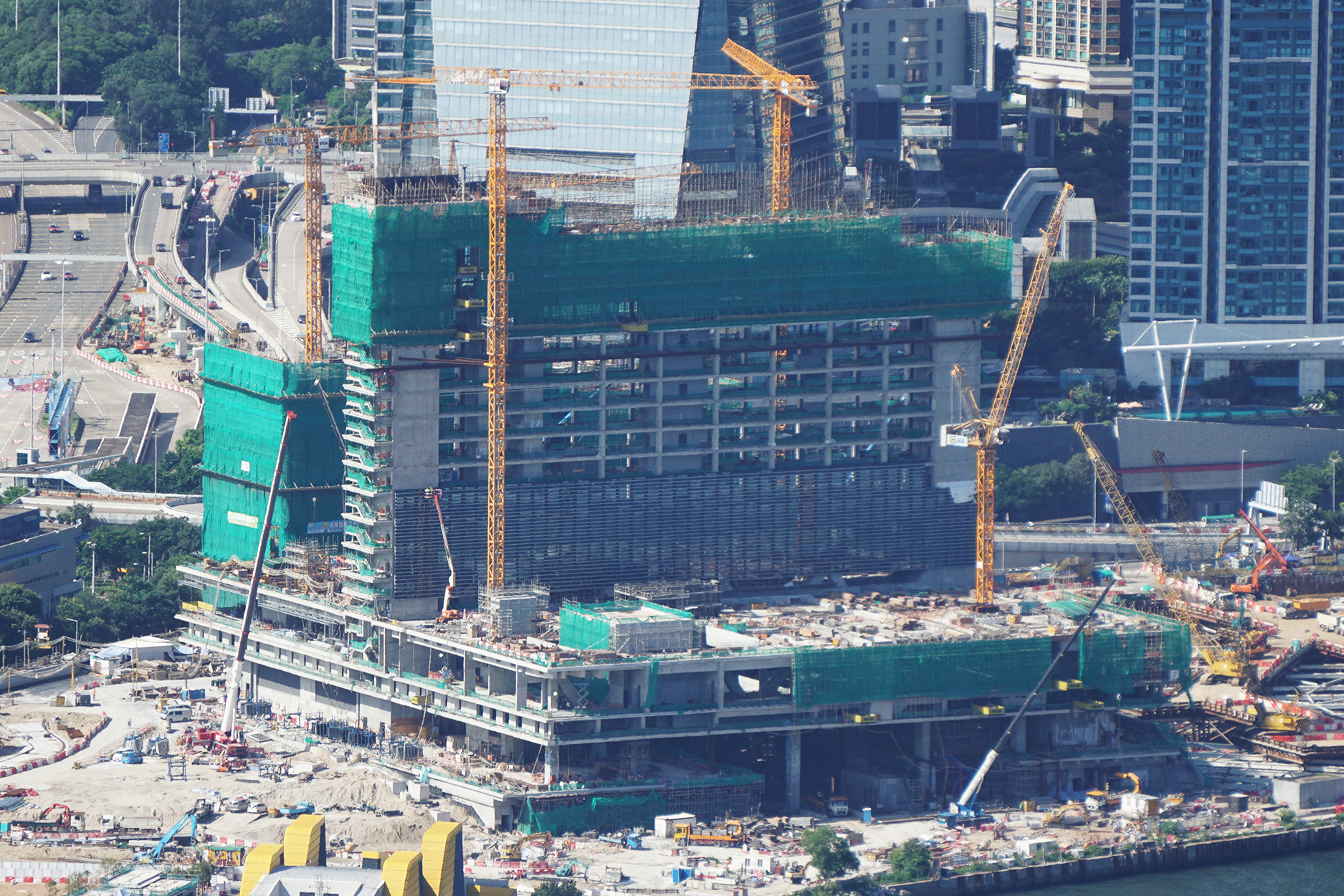
M+工地（2018年7月）
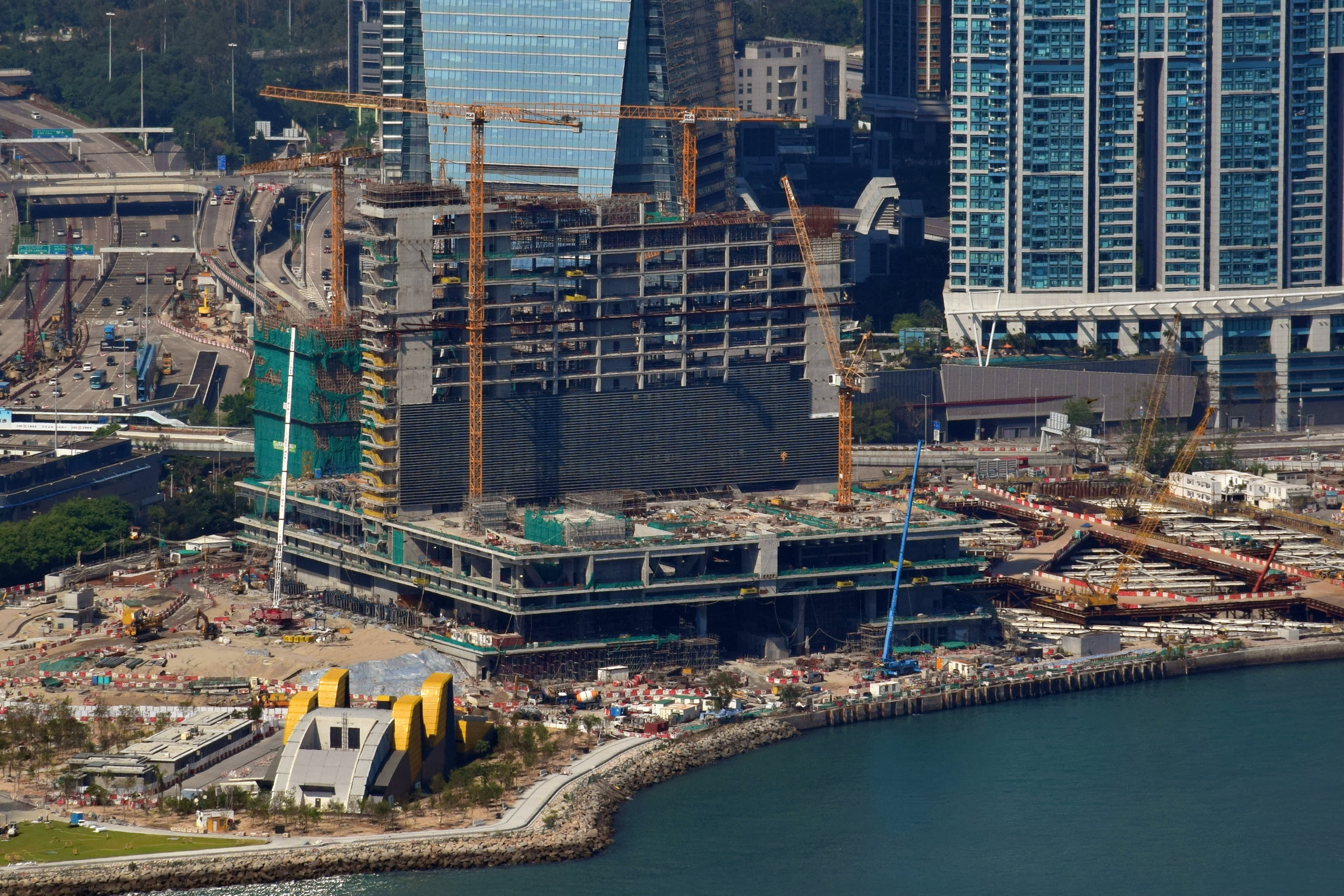
M+工地（2018年10月）
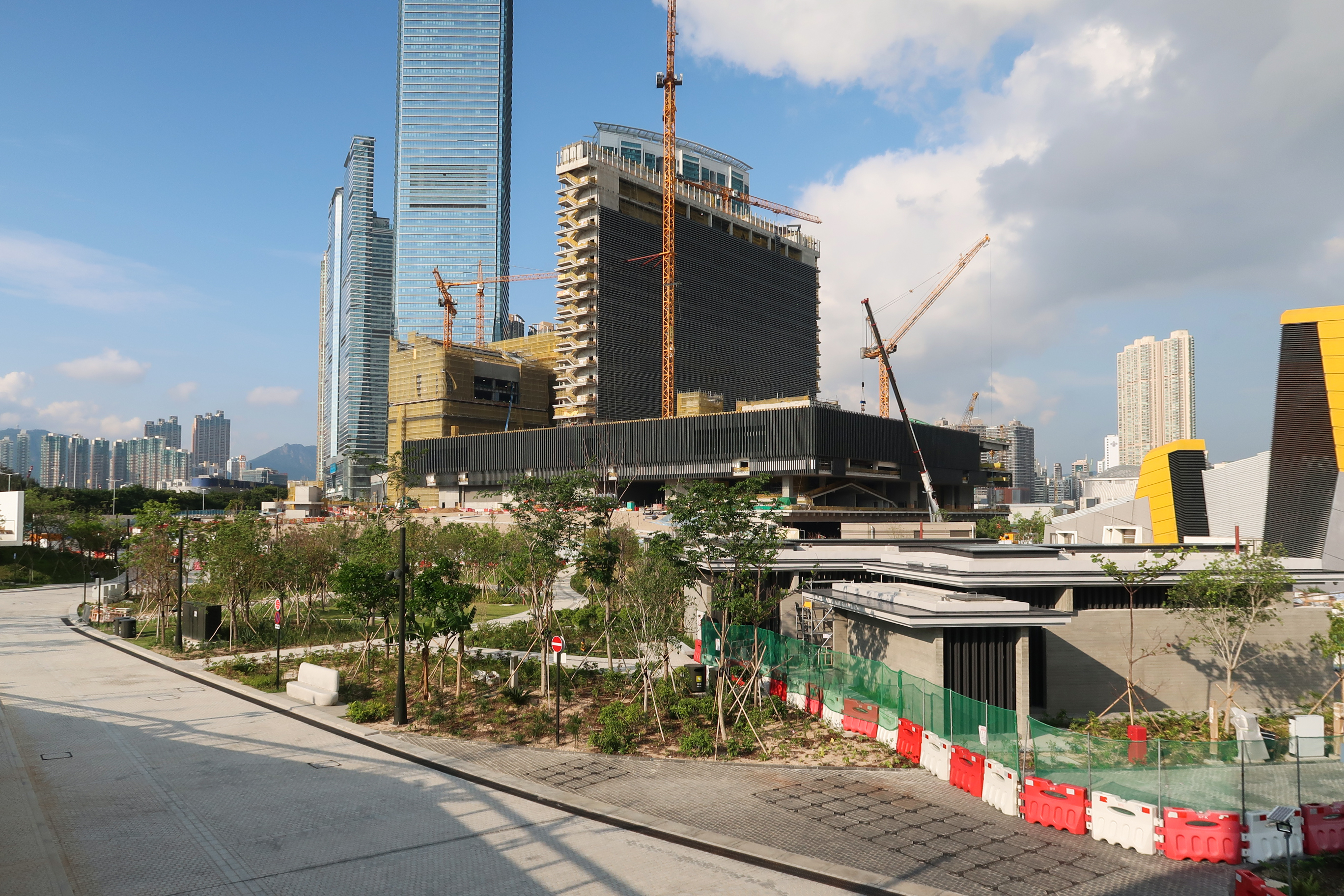
M+工地（2019年4月）
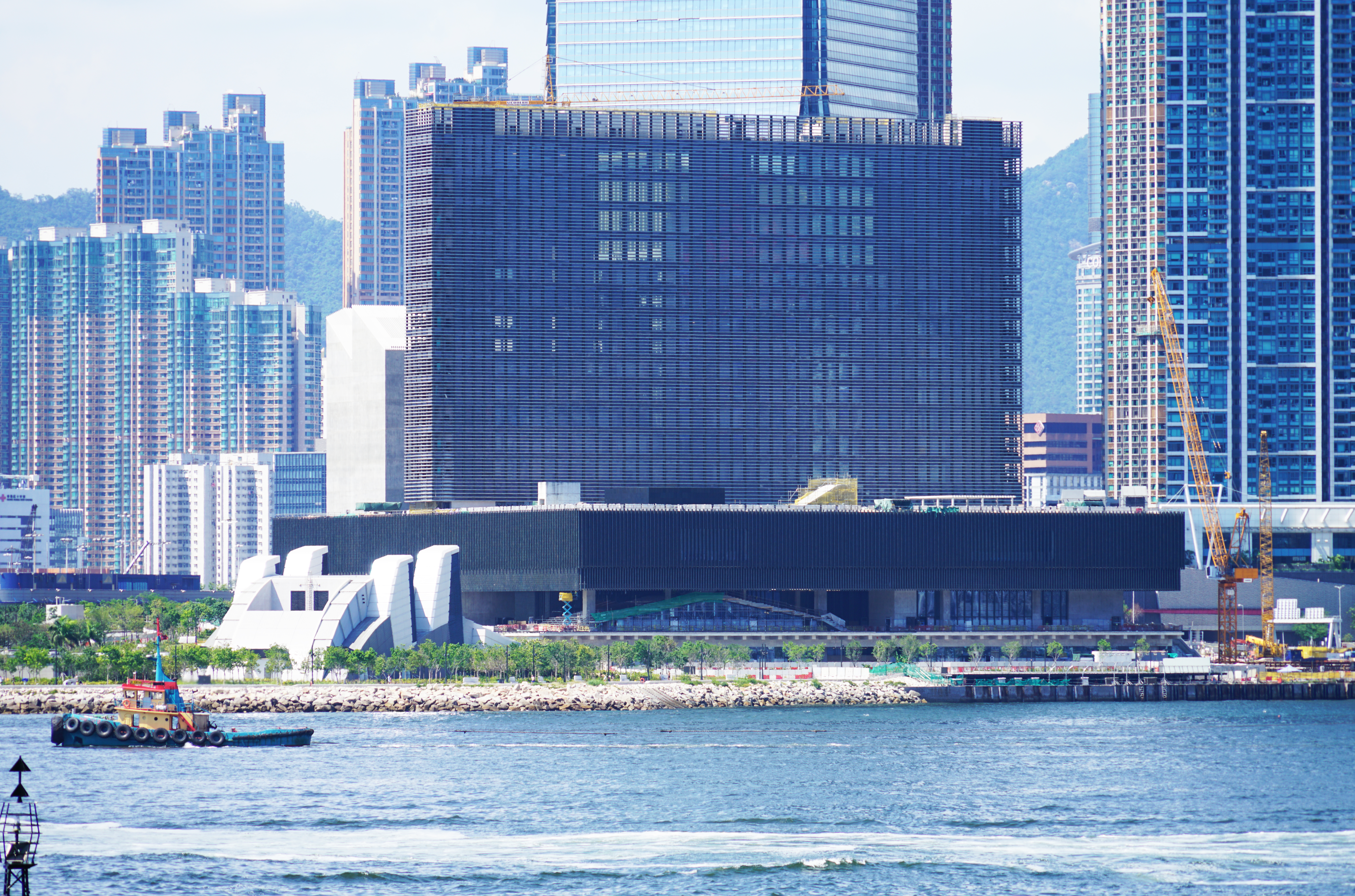
M+博物館（2020年5月）

## 館藏

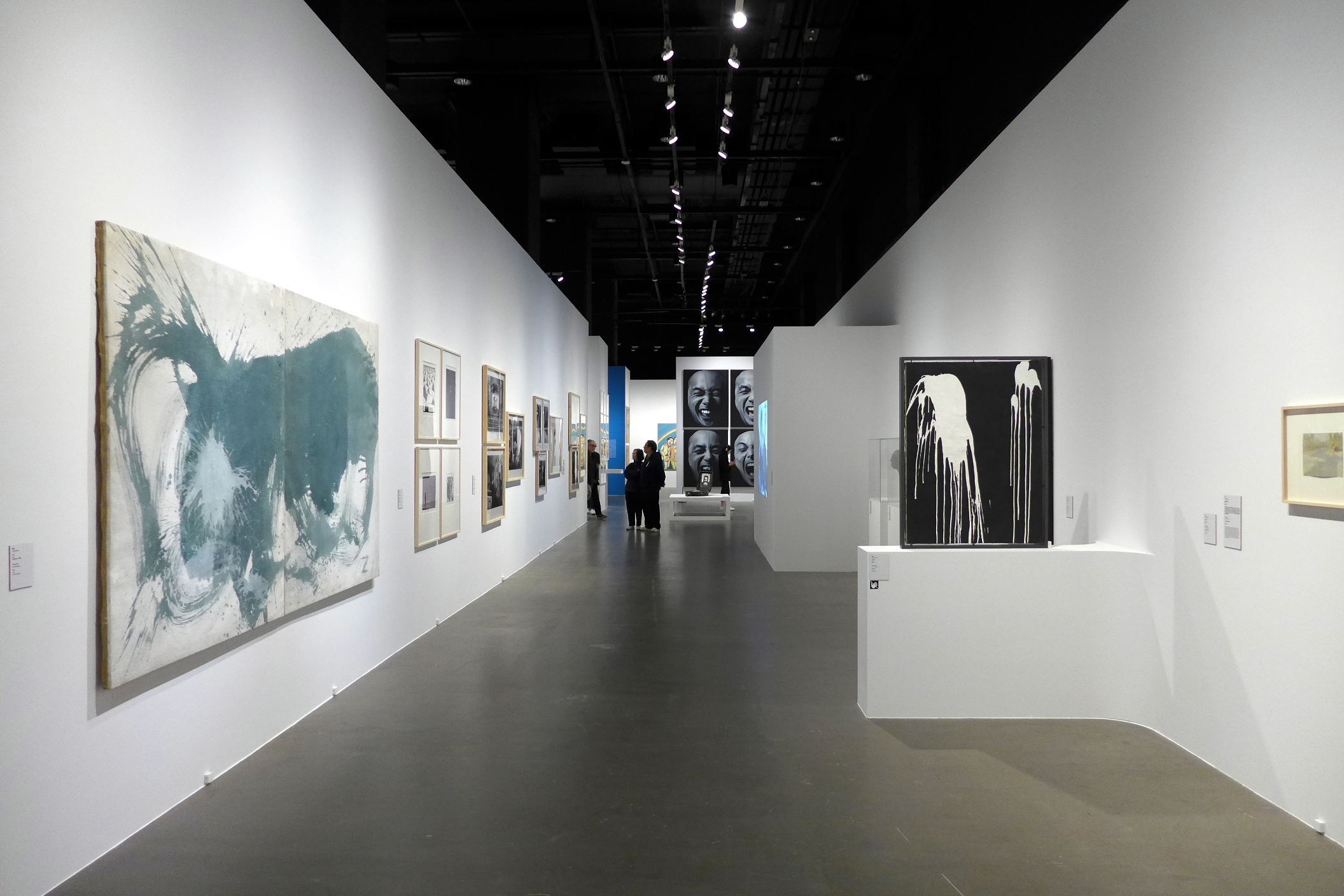
M+博物館於2016年2月至4月舉行展覽「M+希克藏品：中國當代藝術四十年」

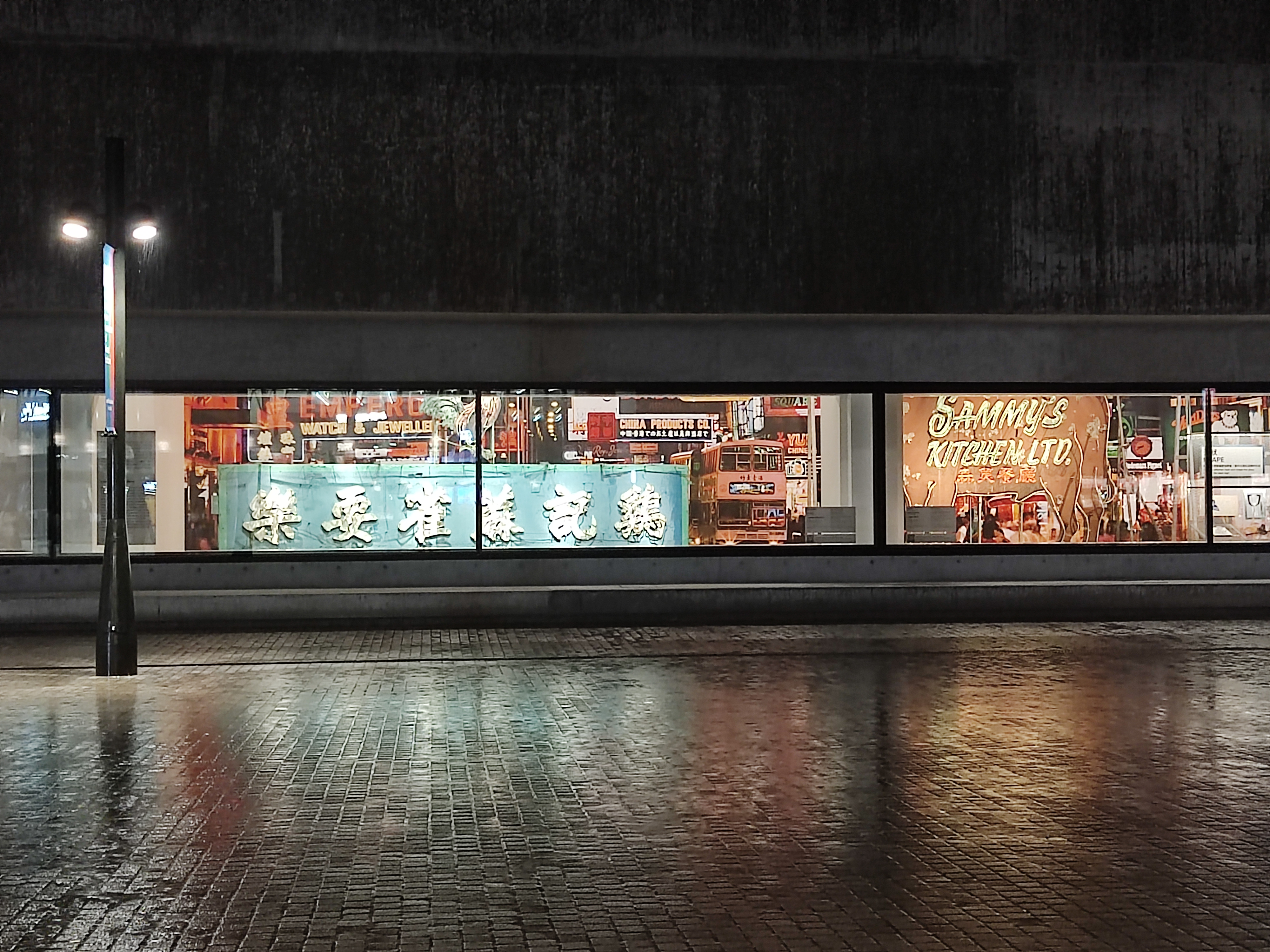
博物館外展示了M+從2013年開始蒐集街頭的霓虹燈招牌，包括「森美餐廳」和「鷄記蔴雀耍樂」

2012年6月，西九文化區管理局宣布獲得瑞士著名收藏家烏利·希克捐贈1,463件中國當代藝術品，包含來自逾300位藝術家的作品，包括中國大師徐冰和岳敏君等、香港李傑和白雙全等。根據國際拍賣行蘇富比估計，上述館藏價值至少13億港元。此外，西九文化區管理員投資逾1億7千萬港元向烏利·希克購買47件館藏。
經過近9個月時間的整理，2013年3月月中，M+首次披露列出1,510件來自烏利·希克的館藏的名單，其中館藏數量最多的為廣西藝術家陳光武，共69件，主要為水墨畫；中國大陸持不同政見者艾未未，共26件，包括向天安門及白宮舉中指的照片及結合古今中外文化的黏土製品──可口可樂易開罐；四川行為藝術家朱昱，其作品主要以生肉及屍體為題材，當中包括《食人》系列；王廣義的作品；馬六明在萬里長城上裸體走動；陳羚羊以月經為題材拍攝的《十二花月》。此外，M+擁有364件其他館藏，逾90%屬於香港視覺藝術家，記錄1950年代至今的當代香港及中國視藝發展，包括來自其畫作具有鮮明個人風格的畫家陳餘生，綽號「蛙王」、藝術形式遍及繪畫、雕塑及行為藝術的郭孟浩，和於2008年於香港中文大學藝術系畢業的新晉何倩彤等。
2014年3月，M+博物館推出首個互動網上展覽《NEONSIGNS.HK 探索霓虹》，藉此探索、連繫及記錄香港霓虹招牌的獨有城市景觀。同時收藏不同即將拆卸的招牌作為永久館藏，現有包括「森美餐廳」牛形霓虹招牌、觀塘「雞記蔴雀館」公雞霓虹招牌、「羅富記粥麵專家」鯪魚霓虹招牌等。
至2014年7月23日，M+共購買逾920件藏品，當中逾半來源自香港，另外獲贈逾2,000件作品。
2016年2月23日至4月5日，M+博物館於太古坊 ArtisTree 舉行「M+希克藏品：中國當代藝術四十年」展覽，以時序展示來自50位藝術家，超過80件展品。
2022年3月21日，趙無極女兒趙善美女仕捐贈12件趙氏重要作品予M+，獲贈的12件畫作包括九幅版畫、兩幅油畫以及一幅水彩畫，創作年代最早為1945年，最晚至2005年，幾乎覆蓋了趙無極整個創作生涯。其中兩件油畫作品，分別是1945年的《街頭藝人》和1951年的《昔也納廣場》，可見趙氏早期的藝術創作風格。趙無極1948年移居巴黎，創作《街頭藝人》時尚未赴法，與1951年的《昔也納廣場》中，將築物簡化為線條，可見他赴法後受到當時歐洲藝術風格的衝擊，所做出的思索、演變。此次是M+首次將趙無極作品納入館藏，也是迄今亞洲博物館所獲贈趙氏作品為數最多的一次，令M+成為歐洲以外擁有最多趙氏藏品的公共文化機構之一。

## 爭議事件

### 藏品被指疑似違反「港區國安法」
2021年3月12日，西九文化區管理局邀請媒體參觀M+ 視覺文化博物館大樓。博物館行政總監華安雅被記者問及博物館會否在「港區國安法」下，迴避向公眾展示六四事件和反修例運動示威相關作品，以及中國異見藝術家艾未未的作品。她以「沒問題」回應。館方會按照學術、歷史、事實作考慮基礎，決定是否展出藏品。不過其後有關言論引起新民黨議員容海恩不滿，她在特首答問大會中指部分展品，如艾未未的《透視研究：天安門》作品散播涉嫌違反「港區國安法」、「侮辱國家尊嚴」。要求政府成立部門為有關展品進行審查是否違反「港區國安法」和「基本法」，同時要求防止有仇中情緒的展品上架。特首林鄭月娥表明「所有香港的同胞都要支持及維護國家安全」，會「特別警惕」相關事宜。M+博物館表示，會以嚴謹的學術精神為原則，並遵守香港法律，“秉持最高的專業操守”。香港藝發局視覺藝術小組主席陳錦成認為艾未未的創作方向是以「挑戰權威」為主，認為容海恩可能「見識少啲」，指出政治其實是藝術創作常見的主題，建議她尋求相關專業人士「虛心啲去學」，多了解作品背後的理念。艾未未對事件感到遺憾，認為容海恩作為立法會議員，將藝術範疇視為與政治對抗，是對藝術不理解。
到3月23日，特首林鄭月娥出席行政會議前見記者，她指出香港是依法辦事的地方，若有文化作品與《港區國安法》有衝突或違反法例，政府會嚴肅處理。同時表示唐英年是西九文化區管理局董事局主席和全國政協常委，有親自促成M+博物館捐贈工作，對他有百分之百信任，能夠好好握工作。到下午，唐英年發新聞稿表示，西九文化區管理局必定會秉持法律，遵守《基本法》、特區法律和《港區國安法》。其後《星島日報》引述消息，指西九M+博物館沒有計畫在開幕展覽展示艾未未的《透視研究：天安門》和其餘3幅「中指」藏品。中聯辦背後支持的《大公報》繼續在頭版炮打M+博物館，以標題“M+燒公帑 天價偽術品你識欣賞咩？”形容博物館藏品被人搵笨。而《文匯報》形容藏品是「挑戰國家尊嚴、侮辱英雄、無視社會道德底線、貶低宗教、涉及孌童意識」。而屈穎妍於《大公報》及《港人講地》發表文章，批評藏品「小市民辛苦工作交的稅，就是用來給政府一擲千金買垃圾」。
西九博物館前顧問小組成員何慶基教授認為，因政治態度改變而將已購入的藏品退回是絕少出現，他相信館方或政府可能會把藏品收起來，永不展出。艾未未後來親自證實自己有部分作品無法參加開幕展，同時M+官方網站沒顯示包括《透視研究：天安門》在內多個具爭議館藏的圖像，只有文字說明。
到2022年4月21日重開後，記者發現三幅希克展廳的作品被更換，包括中國藝術家王興偉隱喻六四事件的《新北京》、王廣義的《毛澤東: 紅色方格二號》，以及由希克捐出藏品並親自錄製語音導賞的周鐵海《新聞發佈會IIII》。M+回應查詢時表示所有展覽均以藝術角度策展，並需遵守相關法律和規例，同時亦會按展品狀況及修復的需要而定期更換展品。

## 交通
- 小巴：在柯士甸站乘搭CX1於文化道M+落車；另以下路線每天指定班次繞經M+一段博物館道：九龍站乘搭74、74S；尖東站乘搭77M；土瓜灣站乘搭26
- 巴士：週末及假日於高鐵香港西九龍站乘搭W4線於文化道M+落車；九龍巴士296D線及城巴973線（後者只限週末及假日）博物館道分站位於M+博物館道入口旁；亦可選擇途經西區海底隧道出入口往港島方向之日间路线；203E、11、8號巴士可於雅翔道站落車；215X，281A於柯士甸道西落車
- 的士：佐敦站A出口乘坐的士，車费約26-30元，M+的士站下車
- 步行：從圓方商場沿天橋行可到達藝術廣場G/F平台位置

## 外部連結
- 西九文化區M+網站 （页面存档备份，存于）
- M+官方網站 （页面存档备份，存于）
- M+入場預約
- M+的Facebook專頁
- M+的Instagram帳戶
- M+的X（前Twitter）